# Yes!プリキュア5
『Yes!プリキュア5』（イエス・プリキュア・ファイブ）は、2007年2月4日から2008年1月27日まで、朝日放送の制作により、テレビ朝日系列で毎週日曜8時30分から9時（JST）に全49話が放送された、東映アニメーション制作のテレビアニメ作品。『プリキュアシリーズ』第4作にして、3代目のプリキュアに当たる。
本項目では『Yes!プリキュア5』の続編であり、2008年2月3日から2009年1月25日まで、同時間帯にて全48話が放送された第5作『Yes!プリキュア5GoGo!』（イエス・プリキュア・ファイブ・ゴーゴー）についても併せて取り扱う。以下、本項目では『Yes!プリキュア5』を『プリキュア5』または『5』、『Yes!プリキュア5GoGo!』を『GoGo!』とそれぞれ略記する。

## 概要
当初の予定では2007年には前作『ふたりはプリキュア Splash Star』の続編を制作するはずであったが、同作が商業面で不振であったため、設定を一新した本作が制作された。
本作品はプリキュアシリーズ初の16:9サイズのデジタルハイビジョン制作となり、地上デジタル放送ではハイビジョン放送、アナログ放送では4:3のサイドカット放送になった。
それまでのシリーズ作品ではタイトルの「ふたりはプリキュア」の通り、主人公は二人組であり、変身や技も二人一緒に行う・二人一緒でしか行えないことが特徴であった。本作ではプリキュアを5人とし、しかも各々が単独で変身したり技を使える設定として、シリーズの転機となった。この変更に対しては、前作までの思い入れがあるスタッフからは抵抗感もあったという。
ヨーロッパ風の町並みや学園のある町並が舞台になっているが、こまちの家や神社、デパートなど日本の風景で描かれている場所もある。なお、町名は一貫して語られなかった。
マスコットキャラクターは、前作までの「アイテムに変身するオスとメスのペア」から人間の青年に変身するオス2匹のコンビに変更された。これは、プリキュアにきちんと的確なアドバイスが出来るキャラクターを登場させたいという意図からであった。また、「イケメンを出したい」という意見があったことも理由の一つとしてあげられている。
『5』の続編である『GoGo!』では作中時間では1年が経過しているにも関わらず登場人物の学年が変っていない。『GoGo!』を制作するにあたっては「こまちとかれんを卒業させ、新しいメンバーにする」という案もあったものの、鷲尾の「やはりこのメンバーでなくてはいけない」という意見により学年を変更しないこととした。これは、登場人物の進級による立場の変化を描いた『ふたりはプリキュア』（以下『無印』）と『ふたりはプリキュア Max Heart』（以下『Max Heart』）とは対照的である。また、『無印』と『Max Heart』では同じ敵組織が継続して登場したのに対し、『5』と『GoGo!』では全く別の敵組織が登場する。
『5』の第40話では主題歌を歌う工藤真由と宮本佳那子が、『GoGo!』の第17話では芸人のたむらけんじが作中へのゲスト出演した。また、工藤と宮本は『5』の劇場版でも、ピンキー役で出演している。

## あらすじ
Yes!プリキュア5
サンクルミエール学園に通う夢原のぞみは、少しドジだが元気いっぱいな中学2年生の女の子。ある日、通学途中でイケメンの男性と出会い、偶然にも彼を学園で見つけ図書館へ向かう彼を追う。そこで光る本を見つけ彼と取り合いになり、彼がその拍子で倒れてしまう。それと同時に彼が小動物のような妖精に変わり、パルミエ王国の王子ココと名乗る。ココはのぞみに光る本の正体ドリームコレットの説明をし、更に王国を滅ぼした悪の集団ナイトメアを倒して王国を復興すべくドリームコレットとプリキュアを探していたことも説明する。
そんな矢先、ナイトメアの手先が現れ怪物コワイナー使役して2人に襲いかかる。しかし、突然どこからか光る蝶が舞い降り、それが変身アイテム・ピンキーキャッチュとなり、のぞみの腕に装着される。ココは「それでプリキュアに変身して戦って!」とのぞみに伝え、のぞみはそれで「希望のプリキュア」キュアドリームに変身しコワイナーを撃破する。その後、ココは小々田コージとして学園の教師に赴任し、残りのプリキュアを探すことになる。ドリームコレットを使って願いを叶えるには、ピンキーと呼ばれる妖精を55匹集める必要があるという。のぞみはココの願いを叶えるべく幼なじみの夏木りんに仲間になるよう説明と説得をする。初めは躊躇ったりんだが、のぞみの助けになりたいと「情熱のプリキュア」キュアルージュに覚醒して一緒に戦うことを決める。そして、アイドルとして活躍する1年生の春日野うららが、のぞみとりんの変身を見て2人に問いかける。その後、うららは2人のピンチに出くわし「助けたい!」という気持ちが強まり「弾けるプリキュア」キュアレモネードに覚醒して3人目の仲間になる。更に、3年生の図書委員・秋元こまちと、彼女の親友かつ生徒会長の水無月かれんが学園の騒動と3人の行動に疑念を抱いていたが、のぞみの話を聞き一緒に戦うことを快諾して、こまちは「安らぎのプリキュア」キュアミントに、かれんは「知性のプリキュア」キュアアクアに覚醒して5人が集う。そして、キュアドリームをリーダーとした「Yes!プリキュア5」が結成される。
そして、のぞみたちの力でココの親友ナッツをドリームコレットの中から目覚めさせる。ナッツも5人を助けるため色黒のイケメン・夏に変身して、かれんに借りた小屋でナッツハウスを開く。しばらくすると、のぞみたちはココとナッツを慕う王国のお世話係見習いのミルクと出会い、ミルクも5人に協力するようになる。
そんな中、5人と妖精たちが行動を共にしているうちに変化が訪れ、のぞみとココ、こまちとナッツがかけがえのない間柄となる。しかし、「王国の復興=別離」を意味するため葛藤していたが、みんな想いを伝え迷いを振り切る。
こうして、キュアドリーム、キュルージュ、キュアレモネード、キュアミント、キュアアクアの5人は、ドリームコレットを狙い王国の復興を邪魔するナイトメアに戦いを挑む。
Yes!プリキュア5GoGo!
ナイトメアの侵攻から復興を遂げたパルミエ王国では、ココとナッツの戴冠式が執り行われるところだった。ところが、突然新たな謎の組織エターナルの襲撃を受け、ココとナッツは来賓の4国王（ドーナツ国王・ババロア女王・クレープ王女・モンブラン国王）とともにのぞみたちの世界に転送されてしまう。
一方、戦いを終え平穏な生活を送るのぞみは、ココたちと別れる際「ココのような教師になる!」と自分の夢を伝え、それを叶えるべく日々精進していた。そんなある日、5人の前に「運び屋」と名乗る少年シロップ（甘井シロー）が現れ、シロップはのぞみたちにフローラと名乗る女性からの手紙を渡す。その手紙には「キュアローズガーデンで待っている」とのメッセージが託されており、そのあと手紙はローズパクトへと姿を変える。
そんな矢先、エターナルの手先が現れ怪物ホシイナーを使役してそれを奪いにかかる。だが、のぞみたちは駆けつけたココたちによって新たな変身アイテム・キュアモで変身を果たし、再び「Yes!プリキュア5」として戦い敵たちを蹴散らす。そして、ココとナッツはこれまでの経緯を5人に説明し、精霊パルミンに姿を変えた行方不明の4国王をさがすべく、ココは教師として、ナッツはナッツハウスの店長としてのぞみたちの元にとどまることになる。しかし、ココはのぞみを復興した王国に招待することを果たせず、しかも再び迷惑をかけたことを悔やんでいた。しかし、その想いをのぞみに伝えわだかまりを解き、再び5人を助力することを誓う。
その後、5人の前に謎の戦士ミルキィローズが現れ、学園にも謎の少女・美々野くるみが転入してくる。5人は彼女たちが何者なのかと疑念を抱いていたが、くるみはミルクが青いバラの力により変身した姿だと判明し、さらにミルキィローズはくるみがミルキィパレットで変身した姿だとも判明し、のぞみたちとくるみが共闘することになる。
5人とミルキィローズは4国王の発見と、キュアローズガーデンおよびフローラを守るべくエターナルに戦いを挑む。

## 登場人物

### プリキュア
5人とも「サンクルミエール学園」に通う中学生（うららは1年生、のぞみとりんは2年生、こまちとかれんは3年生）。学年により左胸にある桜の花びら形のワッペンの色が異なる（1年生は黄緑、2年生は赤、3年生は青）。私服はプリキュアのイメージカラーとほぼ同色の服を着用している（詳細は記事参照）。
一人称は全員「わたし」だが、のぞみとりんは「あたし」も使う。
『GoGo!』から登場する美々野くるみ / ミルキィローズはこちらを参照。
夢原 のぞみ（ゆめはら のぞみ） / キュアドリーム
声 - 三瓶由布子
本作品の主人公で、14歳の少女。希望のプリキュア「キュアドリーム」に変身する。口癖は「○○するぞ〜！ けって〜い！」「なんとかなるなる！」。また、語尾に「だもん！」「だから！」とつけて話すこともある。
髪はマゼンタ色をしており、黄色の髪留めゴム（『GoGo!』は同色のリボン）で左右の頭頂部を結っている。瞳の色は小豆色。
私服は『5』では主にピンクのトップスと紺色のスカートを着用し、黒のハイソックスと紺色の靴を履いている。『GoGo!』ではピンクのトップスと紺色のジーンズを着用し、素足に茶色のパンプスを履いている。
幼なじみのりんを「りんちゃん」と呼んでいる。うららを当初「うららちゃん」と呼んでいたが、彼女がレモネード覚醒を機に呼び捨てで呼ぶようになる。こまちとかれんを「さん」付けで呼んでいる。当初こまちとかれんには敬語を使っていたが、親しくなってからはタメ口で話すようになる。
やや天然ボケであり、勉強と運動が苦手。また不器用でもあり、その不器用さはメンバーにも波及している。さらに数多くの部活に次々と入部するがいずれも長続きせず、入っても失敗するため追い出されている。
喜怒哀楽に富んだ活発な性格で、めげずに前進する思考の持ち主だが、取り柄のない自分を嘆いたり、すぐに落ち込むこともある。
ミルク（くるみ）とはココをめぐってケンカしたりするが、友達の関係にある。また、大食いであり「育ち盛り」を口実によく食べる。
どんな苦境にも諦めず敵の自分勝手な意見には毅然と反論したり攻撃を受けてもすぐに立ち直る強い心を持っている。お人好しなところもあるが、よく言えば他人のために一所懸命になれる優しさがある。それは例え敵の幹部であっても例外ではなく、無闇に傷つけたり倒すことよりも分かり合おうとすることに重きを置いており、ブンビーやダークマターなど、彼女の博愛精神に一定の理解を示すようになったものも存在する。
家族は童話作家の父・勉と、美容院を経営している母・恵美がいる。
最初に「ピンキーキャッチュ」を得てプリキュアとなり、4人の加入に重要な役割を果たした経緯から『5』第7話でチームのリーダーに任命される。
自分のやりたいことに悩んでいたが、ココと出会ったことで「パルミエ王国を復活させる」という目的をみつけ、さらにココの影響で教師をめざすようになる。また、鷲雄からはマネージャーとしての素質があると評されている。
ココの一途さや包容力に惹かれるようになり、相思相愛の仲に発展していく。その後パルミエ王国の再建が彼との別離と知り心が揺らいだが、彼に自分の夢と想いをはっきりと伝えたことにより迷いを振り切っている。
『GoGo!』では「ローズパクト」とともにフローラから託されたメッセージを受け、彼女を救うために「キュアローズガーデン」を目指すことを決意する。
最終回以降では教師になるための勉強を続けており、以前と比較して進歩がみられるようになる。
夏木 りん（なつき りん） / キュアルージュ
声 - 竹内順子
活発な14歳の少女。情熱のプリキュア「キュアルージュ」に変身する。
髪は外側にはねた茶色のショートヘア。瞳の色はオレンジ色。
私服は『5』では主に紅色のトップスに銀鼠色のパンツ、藍色のタイツにクリーム色の靴を素足で履いている。『GoGo!』では赤と白のトップスとスカートを着用し、黒のロングソックスに黄土色のブーツを履いている。
のぞみとうららを呼び捨て、こまちとかれんを「さん」付けで呼んでいる。
男勝りな性格だが、家業や幼い弟妹の世話を手伝うしっかり者でもある。また、何かと危なっかしいのぞみの保護者的立場も担っている。
しかし美形に弱く惚れっぽかったり、恋をすると周りが見えなくなるなど、女の子らしい一面もある。
前述の活発かつ男勝りな性格とは裏腹にお化けや怪談、肝試しの類は苦手で、『5』第27話と『GoGo!』第27話ではこまちに肝試しへ強制的に連れられ狼狽さを露呈している。しかし、後者ではこまちの荒療治のおかげで自身が幽霊を演じられるほど怖がりを克服する。
メンバーの中ではまともな常識人であり、仲間の突飛な言動にツッコミを入れたり是正したりしている。しかしのぞみたちと悪ノリすることもあり、『5』第18話でかれんが新聞部の取材を受けたとき水無月邸へ押しかけちょっかいを出している。
のぞみとは幼稚園からの幼なじみ。普段は彼女を叱咤激励しているが、自身も彼女に勇気づけられることも。
天然で物事が瞬時に把握できないのぞみに説明することがあり、その後説明を聞いた同じく天然のうららも驚くというのがお決まりとなっている。
複数の運動部から助っ人を求められ「優勝請負人」と呼ばれたり、1年生の時に全学参加の4キロメートルマラソン大会で優勝したなどスポーツ万能。しかし、家業を手伝っている事情もあり特定の部活に所属していなかった。だが、『5』第13話で弟妹の後押しを受けてフットサル部に入部する（自身が加入と同時に同好会から昇格）。
運動量が多いのを理由によく食べ、のぞみにも引けをとらない食欲を持つ。家事をよく手伝うため、料理は5人の中で一番上手。
アクセサリーのデザインセンスに優れており、花嫁衣裳のティアラのデザインを依頼される。その腕前はナッツも認めるほどで、手がけた商品は「ナッツハウス」で売り切れるほどの人気商品となっている。
しかし『5』第20話でうららの歌手デビューを応援するための旗を大漁旗風につくるなど、突拍子なデザインを閃くこともある。
家業の関係で花に詳しく、花を生けるのが得意。また、勉強は理解はしているが「平均点候補」。
当初かれんとは好みの違いで衝突することも多かったが、後に将来の夢を語り合うなどして打ち解けている。しかし、その後も些細なことで口げんかになることがしばしばある。
『GoGo!』ではプリキュアや私生活の多岐に渡る活動を掛け持ちしていたことで疲労を見せるがいずれも疎かにするつもりはなく、その姿勢がドーナツ国王の心を動かしている。
自宅は花屋で、家族には双子の弟妹・ゆうとあい、母・和代、父（未登場）がいる。
春日野 うらら（かすがの うらら） / キュアレモネード
声 - 伊瀬茉莉也
アイドルとして活動している13歳の小柄な少女で、日本とフランスのハーフ（詳細後述）。はじけるプリキュア「キュアレモネード」に変身する。
髪は金髪のツインテールで、左髪は後ろ肩に、右髪は前肩に垂らしている。瞳の色は黄色。
私服は『5』では主にアイボリー色のワンピースを着用し、アイボリー色のルーズソックスに黒のパンプスを履いている。『GoGo!』ではクリーム色のインナーと茶色のトップスに黄色のスカートを着用し、クリーム色の靴下に茶色のヒールを履いている。
メンバーでは最年少のため、先輩である4人を「さん」付けで呼んでいる。基本的に敬語で話すが、シロップに対してはタメ口で話す。
明るく優しい性格で頑張り屋のほか、アイドルとして社会に出ているため大人の言動や対応をすることもある。しかしお菓子が好きなど子供っぽさもあり、天然でもある。
食欲旺盛であり、亡き母との思い出が残るカレーにはこだわりをもっている。
仕事と学業の両立を目指しているが、勉強とミミズが少し苦手。鳥が好き。
中学生ながらテレビ番組に出演するなどアイドルとして売り出し中で、マネージャーもいる。亡き母が最後に立った舞台から見えるものを求めて女優を目指しているほか、イベントの司会などにも挑戦している。
売り出し中のアイドルゆえ「売れる」という言葉に敏感で、『5』第10話で客がまったく来ないナッツが営む「ナッツハウス」を見て「どんないい商品も宣伝・売り込み・営業しないと知ってもらえません！」と熱弁する。
『5』第20話で歌手デビューの話が舞い込むが「女優の道を外れるのでは…」と躊躇う。しかしのぞみから「女優と歌手、どっちもみんなに『夢』を分け与える仕事」と諭されてデビューすることを決め、そして自身が（物語上）作詞した「とびっきり!勇気の扉（ドア）」をリリースした。その後、『GoGo!』第18話で2枚目のシングル「ツインテールの魔法」をリリースしている。
フランス人の父・ミッシェルと女優だった母・まりあとの間に生まれたハーフ。幼いころ母を病気で亡くし、劇中では父と母方の祖父・平蔵と3人で暮らしている。
仕事で忙しいため学校では孤立していたが、後述のプリキュアの件がきっかけでのぞみと友人になり、自分は孤独ではないと諭されたことから彼女を慕うようになる。そのあとは、彼女以外の友人ができるようになった。
こまちとは将来の夢を語り合うようになり「こまちさんの物語をわたしが演じてみたい」と語るなど、通じ合うところがある。
シロップとは目指すべき場所をもつ者同士であり、同じ目線で話せる相手として信頼関係を築いている。
秋元 こまち（あきもと こまち） / キュアミント
声 - 永野愛
学園の図書委員を務める15歳の少女。安らぎのプリキュア「キュアミント」に変身する。
髪はピンクのカチューシャをつけた緑色の髪で、襟足の一部を長く伸ばしている。瞳の色も緑色。
私服は『5』では主に薄緑色のカーディガンに黄土色のスカート着用し、素足にうぐいす色のサンダルを履いている。『GoGo』では爽やかな緑色のトップスに白のパンツを着用し、素足に緑色のヒールを履いている。
年下の3人を「さん」付け、かれんを呼び捨てで呼んでいる。
年下の3人からは当初「秋元先輩」と呼ばれていたが、自身がミント覚醒を機に「こまちさん」と呼ばれるようになる。
基本的にはおっとりとしていて愛想がいいが、怒らせると怖い。また、大切なものを守る芯の強さを併せ持つ。
好奇心旺盛であり、ミント覚醒直後の『5』第5話でココにプリキュアについて質問攻めをしている。また博学でもあり「サンクルミエール通信」の記事では学園の図書館で毎年開催されている「歌詠み初め」で、こまちがすでに2年続けて優勝していると言及されている。
度胸が据わっており、怪談、幽霊、トカゲなどの小動物にまったく怯えない姿をみせている。
周囲のいさかいを仲裁するなど気配りが上手な反面、のぞみ同様やや感覚がズレており、真顔で突拍子もない言動をしたり、他者に理解され難い行動をとることもある。
図書委員の仕事の関係で、校内の図書館にいることが多い。また、読書が趣味であるのと同時に童話作家を目指しており、のぞみの父・勉を尊敬している。
1年生の頃、学級委員を務めていたかれんを助けたことがきっかけで彼女のよき親友にして理解者となる。そのため、彼女と行動を共にすることが多い。
自宅は豆大福が評判の老舗和菓子屋「小町」で、メンバーの自宅の中では唯一の日本建築。顔が瓜二つだが、活発な性格の姉・まどかがいる。
自分の名前が店名と同じ理由として、『GoGo!』20話でまどかが、「妹ができて嬉しくて、大好きな自分の店と同じ名前にした。」と語っている。
作中で試行錯誤の末に仕上げた『海賊ハリケーン』という作品をきっかけにナッツと親しくなり、そして彼に惹かれていると自覚するようになる。
「ナッツの力になりたい」と願いながらも彼の夢が叶うことが別離になることに悩み、一時期創作活動や交友関係に不調をきたしてしまう。しかし、仲間の心配と思いやりを受け取ったナッツに説得され現状を受け入れ執筆活動を再開する。
水無月 かれん（みなづき かれん） / キュアアクア
声 - 前田愛
学園の生徒会長を務める15歳の少女。知性のプリキュア「キュアアクア」に変身する。
髪は青のロングヘア。瞳の色も青。
私服は『5』では主に青のトップスにグレーのベスト、水色のスカート着用し、白のロングブーツを履いている。『GoGo!』では水色のドレスを着用し、素足に青のヒールを履いている。
年下の3人を当初「名字＋さん」と呼んでいたが、自身がアクア覚醒を機に呼び捨てで呼ぶようになる。こまちを呼び捨てで呼んでいる。
年下の3人からは当初「水無月先輩」と呼ばれていたが、自身がアクア覚醒を機に「かれんさん」と呼ばれるようになる。
他人に頼られる機会が多いためあまり感情を表には出さず弱みを見せないが、根は感情豊かであり責任感と使命感の強さがある。のぞみたちと出会ったのを機に喜怒哀楽を見せるようになり、執事の坂本は「のぞみさまとお会いしてから明るくなった」と述べている。
のぞみたちとはアクア覚醒を機に打ち解けるが公私混同はしておらず、『5』第6話の終盤でのぞみが遅刻の免除を懇願した際「それとこれとは別」と咎めている。
才色兼備かつ周囲の憧れの的であり5人の中では最も成績がよく学年トップのほか、授業の内容をその場で覚えるため放課後の勉強はしていない。また、全校生徒の名前と顔を把握している。
運動神経も抜群であり水上スキー、乗馬、テニスなどのスポーツも得意としているが、トカゲのような小動物や、家事・料理は苦手。
由緒正しい家柄であり、ピアニストの父とヴァイオリニストの母がいる。しかし両親は演奏旅行で家にほとんどいないため、広い邸宅に坂本との2人暮らし。
自宅の敷地内には広大な庭園や温室、また馬を飼っているため厩舎と馬場がある。また島や山を別荘に持つほどの富豪の令嬢であるため常人と経済的な感覚が大幅にズレており、そのことに周囲から呆れられている。
経済面を除けばりんに次ぐ常識人である。そのため、彼女がボケに回るとツッコミ役を一手に担うことになるため疲労困憊になることも（詳細はりんの項目を参照）。
境遇の似ているミルクとは仲良しであり、彼女の看病をしたことをきっかけに医者を目指すようになる。
早くはないが量は食べるほうであり、りんと大食いバトルをしたことがある。また、グレープジュースが好物。
こまちとは親友の仲である。りんとは好みの違いで衝突もあるが、負けず嫌いや植物が好きといった共通点もあり、張り合いながらも互いを認めている仲である。
アクア覚醒後のぞみにチームのリーダーに推薦されたが断り、逆に彼女を推薦する。

### パルミエ王国
ココ、ナッツ、ミルクの故郷である妖精の国。国民と「ドリームコレット」を守るために高い壁で覆われているが、ナイトメアに騙されたナッツによって壁が崩壊した。
『5』の時点ではナイトメアによって壊滅状態にあったが、『GoGo!』以降は国民たちの尽力により復興している。その後、クロスオーバー映画では完全に元に戻っている。
のぞみたちを呼び捨てで呼んでいるが、人間態では変えることもある（記事参照）。
ココ
声 - 草尾毅
パルミエ王国からやってきた、クリーム色のフェネックに似た生き物で、5人をサポートする。王国の次期王位継承者候補。
一人称は「ココ」。甲高い声が特徴で、喋るときは語尾に「ココ」と付ける。
基本的に明るく実直ではあるが、飄々としたところのある懐の深い性格。王国では子供たちに勉強を教えたり国民の相談相手になるなど、周囲から慕われる存在であった。一方で王国を抜け出して一人旅に出る奔放さや、無計画で自分のことを後まわしで考える傾向もある。
ナイトメアやエターナル、ピンキーやパルミンの気配を感じ取る能力がある。この能力を活かして、のぞみたちと行動をともにする。また、パルミエ人のため、戦闘能力は低いものの、強力なバリアを生み出すことができ、『GoGo!』ではプリキュアたちがキュアローズガーデンに到着するまでの間、ナッツと共にエターナルの館長からフローラを守り続けた。
当初はのぞみの家で密かに居候していたが、後にナッツの計らいでナッツハウスに移り住む。
空腹時にのぞみからシュークリームを貰ったのがきっかけで好物になる。しかし度が過ぎることもあり、『5』第37話では一度に食べ過ぎで「シュークリーム禁止令」が出されダイエットを強いられたほど。
どんなときも希望を失わないのぞみの姿に好意を抱くようになるが、本来住む世界が違うため、いつか離れ離れになる彼女とは親密な関係にはなるべきではないと考えていた。しかしのぞみから感謝の気持ちを述べられたのを聞いて考えを改め、彼女に「今はかけがえのないときを大切にしたい」と本心を伝える。
『GoGo!』ではナイトメア滅亡後、国民の合意によりナッツと共同での国王即位が決まるが、戴冠式直前にエターナルの襲撃を受け来賓である4国王も行方不明となり、直後に人間界に転送される。
「復興したパルミエにのぞみを招く」という約束が果たせないばかりか、再度のぞみたちを戦いに巻き込んだ自責の念からぎこちない態度をとってしまう。しかしナッツに諭されてのぞみに胸の内を話すことを決意、そして彼女に告白しわだかまりを解く。
普段は後述する人間の青年「小々田コージ」の姿となって人間界に滞在している。
パルミエ国王としての力を発現させることで、プリキュアたちに「キュアフルーレ」を与える能力を得る。
小々田 コージ（ここだ コージ）
ココが人間界で生活する姿。茶髪のイケメン男性の姿をしている。一人称は「ボク」。
この姿のときは語尾に「ココ」と付けずに喋り、声色も低くなる。また、性格も大人びたようになる。
白のワイシャツに紺色のベスト風ジャケットを羽織り、ベージュのスラックス。茶色のローファーを履いている。
のぞみたちを見守るため学園に国語の臨時教師として赴任し、のぞみたちのクラス担任も務めている。女生徒たちからは人気が高く、数多くのラブレターを受け取っているが交際は断っている。
この姿でものぞみたちには基本的には「ココ」と呼ばれているが、一般生徒たちの前では「ココ…田先生」と言い直されることもある。自身も彼女たちを呼び捨てだが、一般生徒の前では名字で呼んでいる。
変身は任意で可能だが、強い衝撃を受けると元の姿に戻る。また、下戸であり、一口飲んだだけで酔っぱらってしまう。元がパルミエ人であるため、戦闘能力は低く、プリキュアに頼ってばかりで助けられないことを嘆いている。

ナッツ
声 - 入野自由
茶色のリスに似た外見。ココの親友であり、彼と同じ王国の次期王位継承者候補。ドリームコレットの守護者も務めており、青緑色のショルダーバッグに入れて管理している。
一人称は「ナッツ」。甲高い声をしており、喋るときは語尾に「ナツ」と付ける。
空腹時にこまちから豆大福を貰ったのがきっかけで好物になるが、偏食にならないよう食べる量は加減している。
王について学ぶため、様々な歴史の書物を読んでいる。また、ココと同様に敵などの気配を感知できる。
王国一の読み手であり、これまで多くの書物に目を通しているために読み物に対する意見は非常に厳しい。こまちの書いた小説に対しても批判と助言を与えて彼女の執筆力向上に貢献し、同時に彼女と小説を通して深い信頼関係を築いている。
負傷したピンキーに化けたカワリーノに騙されて王国の門を開けてしまい、故郷の滅亡を招く。またハデーニャの攻撃で傷を負いコレットの中で眠っていたが、5人のプリキュアが揃ったことで目覚める。
当初はプリキュア5のことも信用していなかったが、王国復活の夢を共に叶えようという彼女たちの強い意思を見て考えを改める。
ナイトメア滅亡後ココと共同での即位が決まっていたが、エターナルの襲撃に遭い人間界へ転送されてしまう。
くるみに変身したミルクがプリキュアの前に現れた際、その正体をいち早く見抜く鋭い洞察力をもつ。
ココと同じくパルミエ人のため戦闘能力は低いが、ココと同じく強力なバリアを生み出すことができ、『GoGo!』ではプリキュアたちがキュアローズガーデンに到着するまでの間、ココと共にエターナルの館長からフローラを守り続けた。
パルミエ王国との通信機器として「ミルキィノート」を製作し、パルミエ国王の力を発現させることでローズに「ミルキィミラー」を与える能力を得る。
夏（ナッツ）
ナッツが人間に変身した姿。外見は金髪で少し色黒のクールなイケメンの姿。一人称は「オレ」。
ココ同様声が低くなり、語尾に「ナツ」と付けない。
この姿になるとクールで無愛想になる。辛辣な物言いが多いが、それは真摯に向き合う性格ゆえであり根は優しい性格。
赤茶色のシャツを着ているが、『GoGo!』ではその上からチョッキを着るようになる。ボトムスはジーパン。靴はこげ茶のブーツ。
かれんが提供した小屋を使って、アクセサリーショップ「ナッツハウス」の店長として働く。『GoGo!』でも彼女に借りるが以前の小屋は人に貸していたため、新しい倉庫で営業を再開する。
貸し借りはあまり作りたがらない。特に金銭関係には厳しく、理由無く奢られるのを好まない。
ココと同じく強い衝撃を受けると元の姿に戻り、人間になっても戦闘能力は低い。
『5』では故郷を滅亡に追いやった自らへの戒めの意味で王国の門の鍵を首から提げていたが、最終回で自分たちが前に進むため鍵をこまちに託す。
ミルク
声 - 仙台エリ
ココとナッツのお世話役見習い。ピンク色のロップイヤーのような姿をしており、頭に赤いリボンを付けている。身長よりも長い両耳を手のように使うことができる。常にピンク色のキャリーバッグを持っている。
一人称は「ミルク」。語尾に「ミル」を付けて喋る。ココとナッツを「さま」付けで呼んでいる。
『5』では戦闘時に「プリキュア・ファイブ・エクスプロージョン」を発動させるアイテムに変身し、その際にドリームの左腕に一時的に装着される。そのため、後述の人間体も含めると4つの姿を持つ。
ココやナッツと同様にナイトメアの気配を探知できる。また、チョコレートが好物。
打算的かつしたたかな性格。パルミエ王国のお世話役は、王族と国民を繋ぐ役割を果たす重要な役割を果たす職だが、クレープ王女には「気ばかり強くて、礼儀も作法もまったくなっていない」と指摘されている。
ココとナッツを尊敬しているため、彼らや王国の不敬を許さない強い信念を持ち、当初はナッツハウスの店長として働くナッツの姿を見て嘆いていた。
人間界到着後は2人のお世話すべくナッツハウスに居候する。
当初は一人身で異世界に放り出された寂しさゆえ、他人への不審感により身勝手な行動が見られ、仲間（特にのぞみ）に対しても挑発的な発言もある。『5』第23話では些細なことでのぞみと喧嘩した結果、蝶の飾りを破壊し5人の友情に亀裂を入れるきっかけを作り、5人が一時的に絶望の仮面を付けられるなどトラブルメーカー的な存在だった。しかしココやナッツに諭されて仲間の大切さや信頼などを学んでいき、徐々に打ち解けていく。
かれんに病気の際看病してもらったことがあり、これがきっかけで慕うようになる。
パルミエ王国を救ったのぞみたちに深い感謝の念を抱いており、仲間のピンチを救いたいという気持ちは強い。
『GoGo!』では準お世話役となったが、エターナルの襲撃でココたちの留守役を任されたため、寂しい思いを紛らせるかのように大量の手紙や写真をココたちに送りつけていた。
「ローズパクト」から出た青い種を育て、咲いた青いバラの力によって人間の少女に変身する能力を得る（後述）。
美々野 くるみ（みみの くるみ） / ミルキィローズ
ミルクが青いバラの力で14歳の人間の少女に変身した姿。一人称は「わたし」。
語尾に「ミル」と付けずに喋り、声も大人びたものに変わる。
ウェーブがかった紫色のセミロングと珊瑚色のリボンが特徴で、ポンパドール風に前髪を上げている。瞳の色は小豆色。
水色のバラ模様が付いた薄いピンク色の私服と、紫色の短めのズボンを着用しており、素足に赤いヒールを履いている。
『GoGo!』第10話でドリームたちの前にローズとして登場。続く第11話でスコルプに苦戦する彼女たちの前にくるみとして登場し、そしてローズに変身して正体を明かしスコルプを撃破する。その後、第12話で学園の2年生としてのぞみとりんのクラスに編入する。
当然5人を知っているが気品ある性格を演じるため、あえて「さん」付けて呼んでいた。その後、自身の正体がバレてからは妖精時と同じく呼び捨てで呼ぶようになる。のぞみ、りん、かれんには呼び捨てで呼ばれ、うららとこまちには「さん」付けで呼ばれている。ココやナッツとは違い「ミルク」とは呼ばれていない。
強い衝撃では元に戻らない耐久力があるが、戦闘などで極端に体力を消耗すると変身を維持できない。なお、自分の意思で変身をとくことも可能。
多種多芸でのぞみたちの得意分野においてもそれぞれ匹敵する才能を見せているが、ドジを踏むこともある。
最初は正体を隠して気品のある素振りを見せていたが、時々見せる生来の性格により第14話でナッツに勘づかれ、その後行われたブンビーとの戦闘で体力を激しく消耗し戦闘後ドリームたちの前でローズからミルクへ戻ったことで全員にバレてしまい、これを機に覚醒した経緯を告白する。その後、ナッツの計らいで再びナッツハウスで暮らすことになる。
前述の通り『5』でかれんに看病してもらったこともあり、人間の姿でも彼女を慕っている。
妖精時と性格は変わらないが、この姿だとメンバーの非常識な行動に対し鋭くツッコミを入れる常識人になる。
クレジット表記は『GoGo!』第10話のみ「謎の少女」、同第11話から第16話まで「ミルキィローズ」、同第17話からは「美々野くるみ」と変更されている。
パパイヤ
声 - 園部啓一
パルミエ王国の上級お世話役。ミルクの上司で「お世話役の中で1番偉い」とのこと。
チワワのような姿をしており、話すときは語尾に「パパ」と付ける。
王国の滅亡により、ほかの国民ともども生死不明になっていたが、のちに国民と同様に人間の姿で「絶望の仮面」を被せられていたところを発見され、救出される。
かつては聞きわけのないことをするココとナッツを厳しく叱ることもあったという。

### キュアローズガーデン
『GoGo!』に登場するバラの花園で、別名「命の庭」。すべての世界の「生命」を司るバラを守護しており、そのバラに害を与えると、すべての生命が止まる。
この場所がエターナルに狙われたことにより、プリキュアたちはふたたび戦いに身を投じる。
フローラ
声 - 皆口裕子
キュアローズガーデンの管理者である女性。桃色のロングヘアが特徴で、ティアラを付けている。一人称は「わたし」。
自身の消滅が迫っていることを悟り、プリキュアたちにキュアローズガーデンで待っていることを手紙で伝え、彼女たちに「ローズパクト」を託す。
かつてキュアローズガーデンにいたエターナルの館長を、その歪んだ価値観ゆえに拒絶したが、彼に一縷の希望を信じ、種を入れた手紙をシロップに託す。しかし、種に込めた思いや意味に館長が気づくことはなく、悲しみに暮れている。
慈愛に満ちた性格で、シロップを幼いころから育てた。
最終的にキュアローズガーデンが救われると、のぞみに「自分に代わってキュアローズガーデンを守ってほしい」と頼み、「管理するのではなく、扉を開放してみんなに見てもらう」というのぞみの意見を承諾する。
上記のことで満足して消滅し、小さな種に生まれ変わった。その種はのぞみにより「ナッツハウス」で育てられている。
シロップ
声 - 朴璐美
橙色のペンギンのような生物。語尾に「ロプ」とつける。意地っ張りであるが、思いやりのある性格。一人称は「シロップ」。
ツバメのような翼をもつ巨大な鳥にも変身することが可能で、背中にある折りたたみ式の幌を装備した荷台スペースに人を乗せて空を飛ぶ。乗っている際に、荷台にある蝶型モニターから外を見ることができる。
「キュアローズガーデン」で生まれた存在で、フローラに育てられていた。しかし、エターナルの館長に宛てたフローラの手紙を届けに向かう途中、アナコンディに襲撃され、その際に記憶を失う。
記憶を失ったあとは「パルミエ王国」に流れ着き、他の者と異なる飛行能力を持つことで孤独になっていた。また、自身の出生を解明できないココに失望して出国する。
パルミエ王国から逃げ出した後は、「エターナル」で運び屋をするようになり、同時に自身の出生の情報を探していた。
人間界でのぞみと出会った際に「ローズパクト」を発見し、スコルプに襲われたのぞみを救ったことで人間界に留まり、エターナルと決別するようになる。
当初はココとの主張の対立から「ナッツハウス」に住むことを拒み、街の「時計塔」で寝泊まりをしていたが、わだかまりが解けたあとはナッツハウスで暮らすようになる。
空腹時に、おタカさんからもらったホットケーキを食べたことで好物になる。おタカさんの店が忙しいときには、ホットケーキ食べ放題を報酬として手伝いをしている。
甘井 シロー（あまい シロー）
シロップが人間に変身した姿。見た目はのぞみ達と同年齢くらいの少年。一人称は「オレ」。茶色の短髪が特徴。水色の鞄を常に持ち歩いている。
この姿では語尾に「ロプ」と付けない。声は少し大人びたものになる。また、強い衝撃を受けると元の姿に戻る。
素直になれない意地っ張りな性格は変わらないが気遣いのある一面もあり、本当は優しい性格。
うららとは共に行動することが多く、「目指す場所がある」という共通点から深い信頼関係を築き、彼女が唯一対等な立場で話せる相手となる。また、うららに「シロップ乗車券」をプレゼントしたこともある。
メルポ
声 - 水田わさび
シロップの相棒で、桃色のポストに手足を付けたような姿をしている。「メー」としか話せないが、シロップには意味が伝わっている。
正体は「キュアローズガーデン」に咲いていたバラで、シロップが育てたことで誕生した生物。
顔面中央のディスプレイから、思いが込められた手紙や贈り物を送受信する能力をもつ。また、自身の中に手紙を入れることが可能。
手紙や贈り物が転送されてくることがあり、相手の居場所を知らなくとも、届け先へと自身を導くことができる。
嫌々ながら仕事をするシロップに比べると、受けた仕事は忠実にこなしている。
クロスオーバー映画ではサブキャラクターかつモブキャラクターとして登場しており、シロップ（シロー）やのぞみたちとともに行動はしていない。

### 4国王
『GoGo!』冒頭で、ココとナッツの戴冠式のために、新生パルミエ王国に来賓として招かれた4人の国王。
ココとナッツを正式に王位に就かせる承認権をもつ。また、「キュアローズガーデン」への扉を開く4つの鍵を持っている。
エターナルの襲撃をうけて傷つき、「パルミン」に姿を変えて人間界をさまよっている。なお、4人とも第1回からアイキャッチ（Bパート開始前）には揃って登場している。
それぞれ救出されて体力が回復すると、キュアローズガーデンの鍵の1つでもあるカードをのぞみたちに託し、自国に帰還していった。しかし、そのカードがあればいつでも連絡をとることができる。
姿は四神がモデルとなっている。
ドーナツ国王（ドーナツこくおう）
声 - 松本保典
ドーナツ王国の国王。体色は水色で、頭に2本の角が生えており、顎に長いヒゲを生やし、太めの尾をもつ。語尾は「ドナ」。
頑固な性格だが、夢に向かって努力する者を認め、尊ぶ度量をもっている。
ナイトメアに一度国を滅ぼされたことや、戴冠式でエターナルの襲撃を許したことにより、当初はココとナッツを国王失格とし、のぞみたちのことも信用していなかった。しかし、国民を守ろうとするココとナッツの姿を通じて理解を深め、プリキュアたちも信頼するようになる。
「キュアローズガーデン」に伝わる赤いバラと青いバラの伝説についても精通しており、相談役として度々呼び出されている。
戦闘時はホシイナーやエターナル幹部の目を眩ませて、一時的に行動不能にする青い光球を放つことができる。
モデルとなった四神は青竜。
ババロア女王（ババロアじょおう）
声 - 安達まり
ババロア王国の女王。桃色の鳥のような姿をしている。語尾は「ロロ」。
ドーナツ国王に呆れられるほどのおしゃべりで、その長話は無視されることも多々ある。
「パルミン」の姿でのぞみたちの戦いぶりを見ており、彼女らのことを当初から信用している。
「キュアモ」の通信機能を使用可能にしたほか、エターナル幹部の目を眩ませる赤い光を放つなどの力をもつ。
ドーナツ国王と同じく、相談役として呼びだされたことがある。
モデルとなった四神は朱雀。
クレープ王女（クレープおうじょ）
声 - 西原久美子
クレープ王国の王女。虎猫のような姿をしている。語尾は「クク」。
普段は幼い言動が目立つが、大人びた行動でプリキュアたちを諭すことがある。
ナッツが作成した「ミルキィノート」を作動させる、黄色い光を放つことができる。
ココやナッツとは幼なじみで、ココを「ココリン」と呼んで慕っており、彼と結婚して連合王国をつくることを夢みていた。
結果として、ココとのぞみの仲を認めて想いを断ち切り、ココたちに協力すると申し出て、以降は国王同士の付き合いをすると宣告して帰還した。
モデルとなった四神は白虎。
モンブラン国王（モンブランこくおう）
声 - 玉川紗己子
モンブラン王国の国王。亀のような姿をしている。語尾は「モモ」。
幼げな外見かつのんびりした性格だが、最高齢のために知識が豊富で、シロップのことも知っていた。
長い間「パルミン」の姿をしていた影響で衰弱していたが、かれんの看病によって一命をとり止め、そのあと「ローズパクト」の中で体力を回復していった。
果汁100%のグレープジュースしか飲めないため、かれんが飲ませようとしたハチミツを吐きだして、かれんを慌てさせたことがある。
モデルとなった四神は玄武。

### プリキュアの敵
ブンビー
声 - 高木渉
『プリキュア5』および『GoGo!』に登場する敵であり、普段はオールバックの金髪が特徴の中年男性。黒色の背広と橙色のシャツを着用している。一人称は「わたし」。
物語当初はナイトメアの幹部にして組織の現場責任者であり、ギリンマ、ガマオ、アラクネアの上司として「ドリームコレット」の強奪を指示し、上司へ業務の報告を行う役目を担っていた。
部下には厳しく上司には媚びを売る性格であり、連敗続きの部下には強気な態度で接し場合によっては切り捨てるが、上司には徹底的に低姿勢で接するほか、担当する部署の業績不振や経費削減に苦悩し、残業代が出ないことに嘆くという中間管理職としての姿もみせている。
直属の上司であるカワリーノには内心反感を持っているが、彼に恐怖心を抱いているため基本的には意見をせず、例え文句を言う際にも陰口程度にとどめている。一方で自分が手渡した「黒い紙」が原因で部下のギリンマを亡くしたことで罪悪感を持ったのかそれ以降は部下を気遣うことが多くなり、黒い紙を使用しようと暴走するアラクネアを制止したり、ガマオを黒い紙で捨て駒にしたカワリーノを睨みつけるという姿をみせるなど多少なりとも部下想いな一面もある。
第31話にて、ギリンマとアラクネアが殉職したことへの責任を取らされて管理職から降格処分になり、担当していた部署も解散されて新たな部署に配属される。以降は上司や同僚から軽視または無視をされることが多くなるほか、雑用を任されるなどの冷遇が加速する。
第46話にて、カワリーノによって新部署のメンバーまでもが捨て駒にされていくことに危機感を覚え、苦悩した末にナイトメアを自主退職することを決意して退職願書を提出するが、組織を抜け出すという行為がカワリーノの逆鱗に触れることになり、彼によって本部の屋上から粛清されかける寸前、仲間を犠牲にしていくカワリーノに初めて強めの抗議をし、結果的には屋上からたたき落とされ、自身の末路を嘆くも奇跡的にビルの窓枠に引っかかったことで一命を取り留め、そのあと自分が飛行できることを思い出してナイトメアから逃亡し、『GoGo!』の第2話にて再登場を果たし、その事をのぞみ達に告げた。エターナルの面接を得て正式に再就職することになり、プリキュアへの雪辱も兼ねて「ローズパクト」を奪おうとする。
エターナル就職当初はプリキュアたちの豊富な情報量を買われ、報告書の内容もアナコンディからは評価を得ていたが、エターナル内では新入り扱いであるために館内の雑務を強要されるほか、服装も白色の作業着に着せ替えられるなど、待遇自体はナイトメアの頃よりも冷遇されている。
エターナルでの新入り時代はそれまでと打って変わって自信に満ち溢れ、先輩にあたるスコルプに対して同等以上のように接し、彼の名前を意図的に間違えたり、連敗続きのスコルプを内心見下していたが、第10話での共同出撃を経験した影響でスコルプと友情を感じるようになる。それゆえにスコルプが殉職した際にはひどく落胆し、同時に殉職した彼を軽視するアナコンディに対して内心憤慨していた。
スコルプの殉職後、強力な構成員の配属により出撃の機会を減らされ、さらには書いた報告書を読まずに捨てられるなどの冷遇が進む。ムカーディアが登場してからは組織内での立場を完全に失い、エターナルにおける存在意義を得ようと迷走した末に、第39話ではアナコンディに見限られてエターナルの地下迷宮に落とされるが、ここでもなんとか脱出してエターナルから逃亡する。
『GoGo!』の第41話では、人間界で「文尾」と名乗ってケーキ屋のアルバイト店員として働いていたが、ムカーディアとのぞみ、りんに遭遇し、その場で今までの腹癒せにムカーディアの正体をのぞみたちに暴露して逃亡する。
『GoGo!』の第46話では、プリキュアとの戦闘で負傷したムカーディアと遭遇し、彼からの頼みでエターナルの館長のもとへと同行、エターナルへの復帰をもくろむが、ムカーディアやアナコンディすら始末する館長の残虐さを見て、エターナルに見切りをつける。続く第47話では、これまでの戦いからプリキュアたちの直向さに感服し、ついに悪行からの引退を決意。プリキュアたちに前述の心境を伝えて和解し、最終決戦へと向かうプリキュアたちを見送った。その際、キュアドリームからは敵の中で唯一「ブンビーさん」と名前で呼ばれ、感謝されている。
『GoGo!』の最終話にて、人間界で「ブンビーカンパニー」という零細企業を興し、カワリーノに似た容姿の人物を雇い、再出発した。だが、その部下はろくに言うことを聞かず、自分が営業に出向く羽目になるなど苦労は続いていた。
のちのクロスオーバー映画においては、他作品の改心した敵キャラクターたちとともにサブキャラクターかつモブキャラクターとして何度か登場しており、『HUGっと!プリキュア』ではクライアス社に再就職を試みている。しかしここでもあまりのブラック企業ぶりに逃げ出し、三日間ろくに食事してないところをはなやいちか達に救われ、そのお礼としてプリキュア5のことやトラウムの計画を彼女達に話した。
戦闘形態
背中に羽を生やしたハチのような外見の怪人に変貌し、腕には砲身をつけている。
普段のコミカルさから想像出来ないほど戦闘能力は高く、後述の太い針で「プリキュア・ミント・プロテクション」を破るほどの威力がある。
連射のきく細い針と単発の太い針の2種類を飛ばして攻撃する。『GoGo!』では、巨大な針を連射するようになった。ミルキィローズとの戦闘においても、初回は圧倒されたものの後半の回では距離を取ってからの針攻撃で互角以上の強さを見せている。

#### ナイトメア
『プリキュア5』におけるプリキュアの敵対組織。デスパライアを首領とした企業のような組織で、曇り空に覆われた都会に建ち並ぶ高層ビルを本拠地としており、そのビルは屋上にヘリポートの付いた悪魔的な外観をしているほか、本拠地の周囲には無数の高層ビルが建ち並んでいる。
デスパライアの望みを叶えるために必要な「ドリームコレット」を狙い、そのドリームコレットがあるとされている「パルミエ王国」を侵攻して滅亡させるも肝心のドリームコレットが見つからなかったため、今度はドリームコレットが眠るとされている人間界に侵攻してついにドリームコレットを発見する。しかし、すでにドリームコレットはココとナッツの祖国復興を決意したプリキュアたちによって守護されているため、彼女たちからドリームコレットを強奪するために「コワイナー」という怪物を使役して襲撃する。
失敗が度重なると組織を辞めるか、組織のために最後の戦いを挑むかの選択を迫られる。以前は何らかの結束があったようだが、カワリーノの台頭によって従業員を徹底的に管理する「目的至上主義」に傾倒している。予算は潤沢にあるものの、成果を出せない部署や人材への支出は厳しく制限されている。
正式なメンバーのほかに、支配下に置いたパルミエ王国の住人たちに「絶望の仮面」という特殊な仮面をつけて下層の従業員として働かせており、彼らは本部に無言で並んで座っている。しかし、第48話にてココとナッツとミルクの奮闘によって解放されることになる。

##### 上層部（ナイトメア）
デスパライア
声 - 杉山佳寿子
ナイトメアの女帝として君臨する老年女性。老化した顔を隠すために奇怪の仮面を付けている。一人称は「わたし」。
老化による自身の衰えを恐れており、自分以外の者を絶望させることで安らぎを求めるようと目論み、願いを1つだけ叶えるという「ドリームコレット」を用いて永遠の生命を得た上で、世界を絶望の力で支配することを悲願に掲げている。また、前述の顔に仮面を付けるのは老いた姿を隠すためである。
基本的に冷酷かつ非常な人物として振る舞っており、目的を果たすためならば手段を選ばないなど、部下からも恐れられる程の威圧感を漂わせている。しかし、配下たちが殉職していく事態を重く受け止める一面をもつ。
普段はナイトメアの深部に鎮座し、部下とはモニターを通じて話をしている。そのため、自身の部屋からは滅多に外出することはない。
自身の影を無数に生みだす能力を宿しており、その影を使役して攻撃をしかけるという戦法を用いる。また、相手の心を見抜く能力をもち、相手のを絶望の感情に染め上げて洗脳するなど、精神攻撃にも長けている。
第39話にて、プリキュアたちの実力を試そうと単身で挑むが、プリキュアたちの予想以上の力に驚き、その焦りからカワリーノにドリームコレットの強奪を急がせるようになる。
第47話にて、入手したドリームコレットを使って不老不死となり、仮面の下から若返った素顔を現わにしてプリキュアたちに臨む。続く第48話では、不老不死となっても自身の心に安らぎが訪れないことに気づき、窮地に追い込んでも決して希望を諦めないプリキュアたちの姿に動揺を隠せなくなり、「どうしたら希望をもつことができるのか知りたい」という思いが芽生える始める。しかし、なおも絶望の力を肯定してくるカワリーノを拒絶したことで彼を「絶望の闇」へと落とすことになり、最後の配下を失ったことで精神に異常をきたし、その影響で絶望の力を暴走させる事態に陥る。最終的には、自身の力が暴走し続けると世界が滅ぶことを危惧し、遂にはプリキュアたちにナイトメアの世界とともに自身を封印するように頼み、そのあとは改心した上でココとナッツたちに謝罪し、彼らに抜け殻となったドリームコレットを返して、最期は笑顔を見せながら封印された。
『映画 プリキュアオールスターズ みんなで歌う♪奇跡の魔法!』では、歴代の最終ボスの中で唯一ソルシエールの魔法で生み出した幻は登場していない。
最終型態
入手した「ドリームコレット」の力で若返った姿。白い肌をした美女の姿に変貌し、オリーブ色のロングヘアが特徴。口調は変わらない。
紫色を基調とした和服のような服を身にまとう。また、戦闘形態のカワリーノを吹き飛ばす力がある。

カワリーノ
声 - 優希比呂
デスパライアの側近を務める壮年男性。色白の肌に七三分けにした緑色の髪型が特徴。一人称は「わたし」。
人間態では紫色に近い青色の背広を着用しており、首下には紫色のネクタイを身に付けている。
部下の前では慇懃無礼な人物として振る舞い、表向きは物腰の柔らかい笑顔で接しているが、目的を果たすためならば手段は選ばず、部下を捨て駒にすることにも一切躊躇しないなど、冷酷かつ残虐な本性を隠しもつ。また、相手を脅迫するときには目が非常に大きくなる。
デスパライアに対する忠誠心は非常に高いが、それ以外の者には一切興味をもたない。しかし、アラクネアに対して柔軟な対応をしたり、ガマオに幾度も機会を与えることもある。また、ハデーニャのことは苦手だと明言しており、彼女からの投げキスを非常に恐れている。
組織内では幹部たちを監査する地位におり、姿を見せないデスパライアの意思などをメンバーに伝える役割を担う。
あらゆる姿に変身する力を宿しており、パルミエ王国を侵攻した際にはピンキーに変身し、ナッツを騙して王国の門を開けさせることに成功している。また、人間形態でも高い戦闘能力をもち、黒い紙により超獣化したギリンマを片手で静止させる力を持つほか、手から強力な衝撃波を放ち、その実力はブンビーから「本気をだすと本部が壊れる」と評されているほどである。
第46話にて、自分の意に従わないブンビーとブラッディを始末したあと、ココの姿に変身してプリキュアたちの前に出現し、彼女たちから55匹のピンキーが入ったドリームコレットを騙し取る。続く第47話では、最終形態に変身してプリキュアたちを圧倒し、「絶望の闇」を発動させて彼女たちを闇の中に封じようとするが、希望を諦めないプリキュアたちにそれを打ち破られたことに動揺して冷静さを失う。続く第48話では、最後の手段として「黒い紙」を大量に使用して更に巨大化するが、プリキュアたちの必殺技である「プリキュア・ファイブ・エクスプロージョン」を受けて倒される。
最終回では黒い紙から復活を果たし、デスパライアと和解しようとするのぞみに襲いかかるも、希望に興味を抱いたデスパライアの心変わりに絶望し、その影響で自ら招いた絶望の闇の中に潜むブラッディに引きずり込まれ、彼とともに永遠の闇へと消えた。
戦闘形態
3本の角を頭部に生やして2本の長い尻尾を持ち、トゲがついた肩パッドをつけた異形の怪人に変貌する。
おもに尻尾で攻撃をしかけ、その尻尾でプリキュアたちの技などを吸収して反撃することができるほか、手からは破壊弾を放つこともできる。
最終形態
第48話にて大量の「黒い紙」を使用した姿。前述の戦闘形態のまま巨大な姿に変貌し、戦闘能力も格段に上がるほか、瞳がなくなる。

##### 新部署
度重なる部下の殉職を受けてブンビーの部署が解散したことに伴い、第31話から組織を再編して登場したナイトメアの新しい部署。デスパライアが最も信頼している部署であり、上級幹部のブラッディとハデーニャの他に、解散した部署から移動したブンビーが配属する。また、カワリーノも部署の監査役として足を運ぶことが多い。
主要の幹部たちが使用する円卓のテーブルに、それを囲うように下層の社員たちが使用するテーブルが無数に配置されており、部署の空間からデスパライアのホログラムが映し出される。なお、幹部の地位から降格されたブンビーは下層の社員らと同じテーブルに配置されている。
ブラッディ
声 - 丸山詠二
ナイトメアの最高幹部を務める老年男性で、カワリーノの元上司でもある。頭頂部は禿げている。一人称は「わたし」。
人間態では黒を基調とした紳士風の服装を着用しており、頭部には黒色のシルクハットをかぶり、足には黒色のブーツを履いているほか、紫色のマントを身にまとう。また、ステッキを携帯している。
寡黙かつ威厳ある人物として振る舞い、敵対する相手にも紳士的に接しているが、仕事ならば悪事を行うことに躊躇することはなく、相手の不安や不信を煽るなど、冷徹かつ陰湿な一面をもつ。また、かなりの自信家でもあり、ナイトメアの本部には必要以上に出席せず、ハデーニャによると｢やることさえやっていればいい｣という人物だという。
元部下のカワリーノが称賛するほどの功績を組織に残しており、ナイトメアがパルミエ王国に侵攻した際には王国を直接壊滅させた経緯をもつ。また、パルミエ王国を壊滅させた張本人でもありながら、王国が滅亡に至った原因は国王のナッツにあると言い放っている。
ブンビーやカワリーノも認めている実力者であり、人間体でもプリキュアの攻撃をかわしたり、結界を発動して相手を分断する能力をもつ。また、無数の手が生えているコワイナーを召喚することが多い。
ブンビーと同様に「黒い紙」の使用には懐疑的で、ハデーニャが殉職した際にカワリーノに詰問している。また、「カワリーノがデスパライアの側近になってから結束力がなくなり、ナイトメア全体がおかしくなった」としてカワリーノを糾弾し、現在は彼の暴走を懸念している。
第46話にて、ピンキーが55匹そろったところを狙ってプリキュアたちを襲撃するも失敗し、カワリーノにピンキーがそろったことを伝えたことが原因でかれから用済みと見なされ、人間態の姿のまま黒い仮面を被せられながら「絶望の闇」へと落とされる。しかし最終回ではカワリーノ自身が招いた「絶望の闇」から突如出現し、カワリーノへの憎悪の感情を見せながら、彼を絶望の闇に引きずりこんで道連れにした。
戦闘形態
コウモリのような姿に変貌し、腕に生えている翼で飛行や防御を行う。
戦闘能力が非常に高く、高速飛行と衝撃波だけでもプリキュアたちを圧倒している。また、パルミエ王国を一瞬で滅ぼす力がある。

ハデーニャ
声 - 小宮和枝
ナイトメアの幹部を務める中年女性。肥満体格と紫色の短髪が特徴で、口紅を塗っている。一人称は「あたし」。
人間態では赤色のブレザーを着用しており、首下には緑色のスカーフ、両耳には緑色のイヤリングを身につけているほか、青色のズボンに赤色のヒールを履いている。
傲慢かつ横柄な人物として振る舞い、自分自身に絶対的な自信を持つため、無礼な態度をした者を非常に嫌う傾向にある。また、弱者に対して「守る価値はない」と言い放つほか、上司のカワリーノには対等に接し、部下になったブンビーには扱き使い、殉職したガマオに「使えないヤツ」「哀れみをかける必要はない」として切り捨てるなど、協調性や仲間意識などは一切もたない。
パルミエ王国の侵攻の際に、ココとナッツを直接襲撃した経緯があり、ナッツに重傷を負わせた張本人でもありながら、今もなおココとナッツを何度も傷つけようとするなど、彼らに対する罪悪感などは一切ない。
人間態でもプリキュアを圧倒するほどの力を持ち、憤慨状態のキュアドリームが放つ拳を片手だけで止めることができる。また、投げキッスをする癖があり、それが原因で同僚からは恐れられている。
第43話にて、失敗を重ねたことでカワリーノから「黒い紙」の最終通知を受けるが、これを受け取らずにプリキュアたちに戦いを挑むも敗退する。続く第44話ではプリキュアとの再戦に突入するが、カワリーノにより強制的に黒い紙を被せられて最終形態に変貌し、最期はプリキュアたちの必殺技である「プリキュア・ファイブ・エクスプロージョン」を受けて消滅した。
のちの『映画 プリキュアオールスターズDX2 希望の光☆レインボージュエルを守れ!』にて、ボトムの力によって復活を果たして再登場し、ミルキィローズの必殺技を破り、ダメージを負わせるなど強さを見せつけている。
戦闘形態
派手な体色の鳥のような外見の怪人に変貌し、筋肉質な体格に変化している。
戦闘能力は高く、赤い羽根を連射して攻撃するほか、手にした物を武器に変える能力を持つ。また、本気を出せばコワイナーと共同とはいえ「プリキュア・ミントシールド」すら撃破する。また、DX2では「ミルキィローズ・メタル・ブリザード」も破っている。
最終形態
第44話にて「黒い紙」を使用させられた姿。赤い肌をした巨大な七面鳥のような姿に変貌し、背後にはカラフルな色をした羽を生やしている。
巨大な足で相手を踏みつけたり、手から大きな羽をだして攻撃してくる。

##### ブンビーの部署
ナイトメアの幹部であるブンビーが管理している部署で、ギリンマ、ガマオ、アラクネアなどが配属されている。また、カワリーノも部署の監査役及びブンビーの直属の上司として足を運ぶことが多い。
ブンビーが使用するテーブルを向かうように、下層の社員たちが使用する長めのテーブルが配置されている。なお、部署内には自動式の落とし穴が存在し、失態が重なった部下は一時的にその穴に落とされる。
第31話でガマオが職務放棄し、その後もギリンマとアラクネアが殉職したことに伴い、上層部から部署の解散を命じられ、残された下層の社員たちは全員新部署へと移され、部署の責任者であるブンビーは降格される形で新部署に異動される。
ブンビー
声 - 高木渉
ナイトメアに所属する部署の責任者である幹部。詳しくは、ブンビーの項目へ。
ギリンマ
声 - 檜山修之
ナイトメアに所属する社員で、組織内ではブンビーの部下を務める若い男性。色白の肌に緑色の短髪が特徴。一人称は「オレ」または「わたし」。
人間態では灰色の背広を着用しており、頭部には黒色のソフト帽をかぶり、群青色のレンズのラウンドタイプのサングラスをかけている。また、ステッキを携帯している。
表向きは陰湿な紳士として振る舞っているが、弱者の夢や友情を罵倒して徹底的に煽るなど、冷酷かつ非情な本性をもつ。また、相手を傷つけることに快感を覚えており、本人もその残虐さかつ卑怯さを自覚して開き直っている。一方で、幹部に昇進するという野望を抱いており、幹部会議に出席することを望むとなど、組織への忠誠は非常に高い。
自分より弱い相手には容赦がないが、上司であるブンビーの前では控えめになり、彼の嫌味に不満をこぼすときも小声であるが、実はブンビーとは自宅で朝まで語り明かした間柄でもある。また、ブンビーによれば、パルミエ王国の侵攻時には多く活躍していたという。
第23話にて、度重なる失敗で組織からの信頼を失い、ブンビーから渡された最終通告でもある「黒い紙」をみずから使用して最終形態に変貌し、プリキュアたちに戦いを挑む。一度はキュアドリーム以外の全員を圧倒するも、続く第24話での決戦ではプリキュアたちに苦戦し、その後はカワリーノの力でパワーアップするが、最期はプリキュアたちの必殺技である「プリキュア・ファイブ・エクスプロージョン」を受けて消滅した。
戦闘形態
羽を生やしたカマキリのような外見の怪人になり、腕には長い鎌をつけているほか、肌は水色。
腕につけている鋭い鎌で攻撃をしかけるほか、本気をだすと突風が起きるほどの威力がある。
最終形態
第23話にて「黒い紙」を使用した姿。黄色く光る大きな目が特徴で、肌が紫色に変化しているほか、鎌や肩パッドが大きく変化する。
戦闘能力が格段に上がり、巨大な鎌で突風を起こして攻撃したり、すさまじい速さで相手を追いつめる。

ガマオ
声 - 陶山章央
ナイトメアのアルバイトとして活動するフリーターで、組織内ではブンビーの部下を務める肥満体格の若い男性。一人称は「オレ」。
人間態では頭部にニット帽をかぶり、水色のジャケットと「T」と描かれた橙色のシャツを着用し、下半身にはカーゴパンツを穿いている。
非常に面倒くさがりな人物であり、ナイトメアから与えられた「ドリームコレット」を強奪するという任務に就いてはいるが、上司であるブンビーにドリームコレットを売り渡して自分の利益を得ようと目論むなど、金銭欲に駆られた行動をする。また、組織の命令で働いていたことは少なく、自らプリキュアの前に出現することもないため、彼女たちとの戦闘も偶然的なものが多い。
アルバイトという非正規雇用のため、ナイトメアの正式なメンバーではないが、直属の上司であるブンビーからは部下とみなされている。また、初戦でプリキュアに敗れた後は本部に戻らず、金欠のために空腹の日々を余儀なくされ、仕方なく人間界でさまざまなアルバイトで食いつなぐが、前述の怠惰な性格が災いしてどれも長続きせずに退職している。
第32話にてカワリーノと遭遇し、彼から新型のコワイナーを託されたうえ、成功すればナイトメアの幹部になり得ると聞かされ、再び組織のため働くことを誓う。それ以降、カワリーノに自分をナイトメアの幹部にするよう直接頼むようになり、カワリーノからも実力と経験を評価されているが、実績不足という組織の貢献面の理由で断られている。
第36話にて、カワリーノが故意に落としていった「黒い紙」を強大な力と引き換えに自我を失う物だと知らずに拾い、仮面に強制的にとりつかれる形で最終形態に変貌するが、最期はプリキュアたちの必殺技である「プリキュア・ファイブ・エクスプロージョン」を受けて消滅した。
戦闘形態
中世ヨーロッパ風の服を着た、橙色の斑点がついたガマガエルのような姿。
長い舌を使役して攻撃をしかけ、相手を巻きつけて苦しめることが得意だが、それが災いすることもある。
最終形態
第36話にて「黒い紙」を使用した姿。赤い肌をした巨大な姿に変貌し、手足が大きくなる。
巨大な舌で攻撃したり、大きな体を駆使して相手を下敷きにすることもできる。

アラクネア
声 - 沢海陽子
ナイトメアに所属する組織内ではブンビーの部下を務める若い女性社員。広く伸びた薄い桃色のセミロングヘアが特徴。一人称は「わたし」。
人間態は赤色のスーツを着用したセクシーなキャリアウーマンの格好をしており、下半身には赤色のスカートに足には赤色のヒールを履いている。
プライドが非常に高く仕事熱心な人物ではあるが、自己過信が強い傲慢な一面もあり、感情が高まると口調が荒くなる傾向にある。また、戦闘の際では知略を活かした作戦を立てるなど、合理的かつ策士家な一面をもつ。
自身を「ナイトメアのエリート」と自称しており、同僚であるギリンマやガマオをそれぞれ見下し、時には上司であるブンビーをも出し抜こうとする一面をもつ。また、ブンビーからの嫌味に怒りを覚えることもあり、強く言い返せる度胸も備えている。
第30話にて、度重なる失敗の名誉回復とプリキュアたちの抹殺のため、危険を承知で自らカワリーノに懇願して「黒い紙」を入手し、ブンビーの制止を振り切って超獣化して最後の戦いを挑むも、最終的にはプリキュアたちの必殺技である「プリキュア・ファイブ・エクスプロージョン」を受けて消滅した。
のちの『映画 プリキュアオールスターズDX2 希望の光☆レインボージュエルを守れ!』にて、ボトムの力によって復活を果たして再登場する。
戦闘形態
背中に6本の脚を生やしたクモのような外見の怪人になる。肌は薄い桃色。
ギリンマやガマオよりも戦闘能力が高く、背中のクモの脚から糸を噴射して攻撃を仕掛け、相手を糸で縛りつけて苦しめる。8話ではキュアドリーム、キュアレモネード、キュアミントの隙をついて捕獲し、人質にとってキュアルージュとキュアアクアをおびき出すなど策士に長けた面もある。
前述の糸は防御技としても使用し、「ドリーム・アタック」を弾き返す強度をもつ。また、コワイナーに糸を巻きつけて防御力を上昇させることもできる。
最終形態
第30話にて「黒い紙」を使用した姿。筋肉質な巨体に変貌し、手が長い鎌のような形になり、クモの足が大きくかつ太くなるほか、目は4つに変化する。
クモの足から放つ太い糸で相手に攻撃をしかけ、力も強大になっている。

##### 怪物（ナイトメア）
コワイナー
声 - 桜井ちひろ
ナイトメアのメンバーが使役する怪物。物質や生物などに仮面をつけることで誕生する。終始「コワイナー」と鳴く。
攻撃技や能力は仮面をつけたものにより千差万別で、液体にとりつくこともある。憑依した対象によって鳴き声の音色が変わる。倒されて仮面が外れると元の姿に戻る。
新部署に変わって以降に登場する仮面は派手なデザインになり、攻撃力も高くなっている。また、それまでの青色の個体から、紫色の個体に変化した。
カゲ
デスパライアの絶望の力によってつくられた無数の人影。
仮面を「付けていない個体」と「付けている個体」が存在し、後者はコワイナーの亜種。いくら倒してもデスパライアの影から次々と出現し、集団で襲うが、前者は地面から切り離したことで消滅し、後者はデスパライアの絶望の力が弱まったことで消滅する。

#### エターナル
『GoGo!』におけるプリキュアの敵対組織。謎の仮面の館長を首領とする組織であり、西洋風の洋館のような博物館を本拠地にしている。シロップは過去に「運び屋」として在籍していた。
時空を問わずあらゆる世界の価値あるものを「保護する」という名目で強奪し、強奪して得たものは本拠地である博物館に永遠に保管して展示するため、実質的には凶悪な盗賊集団である。また、価値があるものならば人間や動物も強奪する対象であり、パルミエ王国の国王であるココとナッツも強奪の対象になっている。
真の目的は、伝説の「キュアローズガーデン」ならびにそこの管理者である「フローラ」をエターナルのコレクションに加えることであり、その目的を達成させるために必要な鍵となる「ローズパクト」を最優先にねらうほか、「ホシイナー」という怪物を使役して財宝の強奪やプリキュアたちへの攻撃を行う。
メンバーは基本的には有毒生物をモチーフとしている他、身体の一部を変化させることができる。

##### 上層部（エターナル）
館長（かんちょう）
声 - 千葉繁
エターナルの館長として君臨する老年男性。鉄仮面で素顔を隠した姿が特徴。一人称は「わたし」。
人間態では紫色の長いローブを着用しているほか、博物館内ではモニター付の浮遊する椅子に鎮座していることが多い。
非常に冷酷かつ非情な人物として振る舞い、無知で無力な存在を決して許さず、失敗を重ねる部下に対しても容赦なく制裁を下す。また、自分自身には全ての知識と全ての力があると豪語するなど、極めて独占的かつ自信家な一面をもつ。
かつては「キュアローズガーデン」にいたが、その歪んだ価値観から自分の思想をフローラに拒絶される形で追放された経緯がある。それ以来、キュアローズガーデンとフローラには異常な執着心を見せるようになり、キュアローズガーデンへの扉となる「ローズパクト」を狙い、フローラとキュアローズガーデンを自分のコレクションとして永遠に保管しようと考えるようになる。
プリキュア5とミルキィローズを圧倒できる強大な邪悪な力を宿しており、周囲の物を一瞬で消し去る能力をもつ。また、気配で人物や物事を察知することができる。
当初はプリキュアのことには眼中になかったが、彼女たちに対して次第に興味を抱き、一時期は価値ある存在と考えていた。
第46話にて、フローラから送られた「種」に込められた意図に気づかないばかりか、ムカーディアやアナコンディを表情一つ変えずに消滅させる。
第47話では、真の姿となってスーパープリキュア5さえも圧倒し、キュアローズガーデンを手中に収めることに成功する。続く最終回では、復活したプリキュアたちに反撃され、キュアドリームに「フローラから受け取った種を育てる大切さを知っていれば、フローラに受け入れられていた」と説得されるが、自身は間違っていないと拒み続ける。最終的には逆上して全てを消し去ろうとするが、赤と青のバラの力を得たプリキュア5とミルキィローズの合体技である「プリキュア・ミルキィローズ・フローラル・エクスプロージョン」を受けて滅び去った。
のちの『映画 プリキュアオールスターズ みんなで歌う♪奇跡の魔法!』では、ソルシエールの魔法で生み出した幻が登場している。
戦闘形態
館長の真の姿。灰色と紫色の2対の翼を背中に生やした異形の怪人の姿をしているほか、胸にはホシイナーの元型のような飾りをつけている。
非常に高い戦闘能力と素早さがあり、ホシイナーを大量に生産できるほか、巨大なホシイナーを生み出すこともできる。本気になれば、強力な光線を放つこともある。

アナコンディ
声 - 山像かおり
エターナルの鑑定士および館長の側近を務める眼鏡をかけた壮年女性。メドゥーサのような髪が特徴。一人称は「わたし」。
人間態では襟が立った緑色の服装を着用しており、足には黄色のタイツを履いている。また、報告書を携帯することが多い。
部下の前では冷酷かつ無機質な人物として振る舞い、殉職した仲間の存在を無視するなど、部下からは恐怖され嫌われている。しかし、ムカーディアに褒められると恥ずかしがるという女性らしい一面もある。
組織内では鑑定士の立場にあるために館内での勤務が多く、プリキュアや財宝に関連する情報を収集する役割を担い、失敗を犯した部下には報告書の提出を強要している。また、読むに値しない報告書は決して認めない主義をもつ。
館長に対しては非常に心酔しており、長年世界中の財宝を収集しては館長に献上してきたが、彼を満足させることができないという不満を長年抱き続けている。また、かつて館長に信頼を寄せられていたシビレッタを疎ましく思い、彼女に手柄を立てられることを強く気にする傾向にある。
前述の経緯から、館長に執着されているフローラに対して凄まじい嫉妬を抱いており、その気持ちもあって館長に「キュアローズガーデン」に関連するものを献上することが許せず、物語開始前ではフローラから館長宛ての手紙を運ぶシロップを襲撃してその手紙を隠したり、キュアローズガーデンとの関わりがある4国王が全て発見されたことを報告していなかった。
人間体でも戦闘能力は非常に高く、ミルキィローズを相手に攻撃および防御とも遥かに上回り、彼女と3度の1対1の戦闘でいずれも圧倒している。また、雷を素体とした龍型のホシイナーを召喚することが多い。
第45話にて、キュアローズガーデンの扉が出現したところで前線に赴き、戦闘形態に変身してプリキュア5を圧倒し、更にはミルキィローズをも退ける。続く第46話では、「プリキュアをコレクションに加えたい」との館長の言葉を酌み、残された力を使ってプリキュア5を石化することに成功する。しかし、それでも自分に振り向こうとしない館長をも石化しようとするが、館長によって消滅させられる。
最終回にて、館長がプリキュアたちの「プリキュア・ミルキィローズ・フローラル・エクスプロージョン」に飲み込まれる際、前述の館長に消滅させられる寸前に流した涙から突如出現し、優しい表情をみせながら、館長を光に包みこんで共に消滅した。
戦闘形態
眼鏡が消えて服装が若干変わり、髪の毛が無数のヘビに変化する。
指先から発射する光弾のほか、瞳を赤く発光させ、見つめた相手を石化する能力がある。ただし、自身の生命を削る危険な技とされている。

##### 一般構成員
エターナルのコレクションリストに記載されている世界の価値あるものを捜索および強奪を主な任務にしているメンバーたち。立場の地位はみな（ブンビーを除く）ほぼ同等ではあるが、休暇の取得可否などの待遇はそれぞれの業績によって異なる実力主義の組織構図である。
いずれの構成員もそれぞれ個室を与えられているが、任務の失敗を重ねると「廃棄処分場」と呼ばれている本拠地の地下迷宮を永遠にさまよう「勤務」を命じられる。
スコルプ
声 - 子安武人
エターナルに所属する若い男性。長身の体格に褐色の肌と赤色の短髪が特徴。一人称は「わたし」。
人間態では襟が立った紺色を基調とした服装を着用しており、首回りには赤色のマフラーを身につけている。
基本的には真面目かつ冷静な人物として振る舞っているが、組織の規律や任務に対して忠実すぎるがゆえに融通が効かない一面をもつ。また、自身に逆らう者には暴力を振りかざすなど、短気で怒りやすい傾向にある。なお、報告書を書くのが非常に遅い。
シロップとは面識があり、第1話では彼に貴重な代物の情報を聞きだそうとした際、偶然居合わせたのぞみが見せた「ローズパクト」を発見することになり、その後はローズパクトとプリキュアの存在をアナコンディに報告する。それ以降は、ローズパクトの没収及びプリキュアの打倒の任務に就く。
当初はアナコンディからの評価は良好だったが、失態が続いたために評価が下がっていった。また、同僚にあたるブンビーからはわざと名前を間違えられ、自身も当初はブンビーの態度に度々憤慨するなど、彼との関係は非常に険悪であった。しかし、その後は共同作戦を展開するなど、次第に打ち解けるようになり、友情に近い仲へと発展する。
第11話にて、度重なる失敗に加え、アナコンディに対して反抗の姿勢をみせたことで立場がなくなり、ブンビーに後を託す形で最後の闘いに挑む決意を固める。その後、最終形態に変身してプリキュア5を圧倒的な力で追いつめるが、救援に現れたミルキィローズが救援に現れたことで形勢が逆転。最終的には彼女の必殺技である「ミルキィローズ・ブリザード」を受けて倒され、戦友であるブンビーに対する別れの言葉を残して消滅した。
『ちょ〜短編 プリキュアオールスターズ GoGoドリームライブ』では観客に彼に似た人物が登場している。
戦闘形態
赤茶色のサソリのような外見の怪人に変貌し、6つの目をゴーグルで覆っている。
腕から伸びるサソリの尾のようなムチで攻撃してくる。
最終形態
第11話にて戦闘形態のスコルプが頭部のゴーグル部分を破壊して得た姿。紫色の巨大なサソリのような姿に変貌し、大きいハサミの手と毒針の尻尾をもつほか、複数の目がある。
ハサミの手で相手を拘束し、尻尾から巨大な光線を放って攻撃を仕掛けてくる。

ブンビー
声 - 高木渉
エターナルに新たに加わったメンバーで、元ナイトメアの一員。詳しくは、ブンビーの項目へ。
ネバタコス
声 - 島田敏
エターナルに所属する中年男性。肥満型の体格に両端にわずかに残っている薄い黄色の髪が特徴。一人称は「オレ」。
人間態では黄色のブレザーと赤色のネクタイを着用し、下半身には茶色のズボンを穿き、足には赤色の靴を履いている。
非常に乱暴かつ横柄な人物として振る舞い、同僚にあたるブンビーを新人扱いした上でこき使い、上司のアナコンディに対しても敬語を使わないなど、組織の規範から完全に乱れた行動をする。また、報告書もほとんど提出せず、報告書を書いたとしてもその内容はアナコンディが酷評する程に酷いものになる。その一方で、うららの新曲に興味を持つこともある。
エターナルでの仕事を達成することも多々あるが、力ずくでコレクションを奪う傾向にあるため、奪ったコレクションには必ず傷が付いており、その度にアナコンディから注意されている。
元々は別世界の担当であったが、第12話にて殉職したスコルプの後釜として正式に「ローズパクト」強奪およびプリキュア討伐の任務に就く。
第23話にて、撤退時にプリキュアたちをエターナルへと連れてくるという失態を犯し、第24話ではアナコンディから解雇通告を受ける。そのことに逆上する形で最終形態へと変貌するも、プリキュアたちの新しい必殺技である「プリキュア・レインボー・ローズ・エクスプロージョン」を受けて消滅した。
のちの『映画 プリキュアオールスターズDX2 希望の光☆レインボージュエルを守れ!』にて、ボトムの力によって復活を果たして再登場する。
戦闘形態
黄色い鉄カブトと鎧をつけたタコのような外見の怪人に変貌し、下半身は多数の足で構成されているほか、束ねることで二足歩行も可能になる。
ミルキィローズに対し攻撃を軽く受け止めるなど互角以上の戦闘能力を見せており、手足の触手で攻撃してくるほか、胸部の吸盤から墨を発射して煙幕を張ったり、数倍に巨大化することもできる。
最終形態
第24話にて戦闘形態のネバタコスが憤慨して得た姿。大きな頭が特徴のタコのような姿に変貌し、足も無数に増加されている。
口からは墨を放って攻撃をしかけ、足を駆使して相手を瀕死の状態になるまでたたきのめす。

シビレッタ
声 - 鈴木れい子
エターナルに所属する古参の老年女性。キノコの傘のような巨大の髪が特徴。一人称は「あたし」。
緑色の服装を着用しており、足には黒色のロングブーツを履いている。また、杖や本を携帯していることが多い。
非常に狡猾かつ冷徹な人物として振る舞い、利用する者を徹底的に利用したり、相手と交わした約束を平然と破るなど、姑息でずる賢いことを好む傾向にある。
かつて館長から多大な信頼を得ていた一方、どんな物語を読み聞かせても館長の心を動かすことができなかったことから、本を道具として使うようになった経緯をもつ。また、館長の側近を務めるアナコンディとは非常に仲が悪く、彼女に対して嫌味を上乗せして返すなどの話術に長けている。
自分の部屋に多くの本を所有しており、童話の世界を作りだして他者を引きずりこむという作戦を得意としている。また、自分がプリキュアに敗れると本の世界は崩壊し、部屋に置かれている本も消滅する仕組みになっている。
館長やアナコンディも認めるほどの実力者であり、戦闘ではキノコ状の頭部で攻撃を防御し、指先や杖から黒い光線を発射して攻撃する。
すでに一線から退いていた身であったが、第13話にて館長から直々の指名を受けて現場復帰を果たし、ネバタコスと同時期に「ローズパクト」強奪の任務に就く。
第42話にて、度重なる失敗で信用を失墜し、アナコンディを通じてローズパクト没収の任から外されたことを告げられている。その後、逆上する形で最後の戦いに挑み、兼ねてより用意していた童話「アラビアンナイト」の世界にプリキュアたちをバラバラに引きずり込むが、最終的にはプリキュアたちの必殺技である「プリキュア・レインボー・ローズ・エクスプロージョン」を受けて消滅した。
最終形態
第42話でプリキュアたちを童話の世界に引きずり込んだ後で夏の指摘を受けて憤慨した時に見せた姿。普段より恐ろしい顔に変貌し、戦闘能力が格段に高くなる。
イソーギン、ヤドカーン
声 - チョー（イソーギン）、乃村健次（ヤドカーン）
エターナルに所属する2人組の中年男性。紫色のドレッドヘアーをした色黒な細身体格のイソーギンと紫色の髪をした色白な肥満体格のヤドカーンで構成されている。一人称は共に「オレ」。
人間態では2人とも古代風の衣装を身にまとい、イソーギンは薄い緑を基調とした服装、ヤドカーンは濃い緑と赤を基調とした服装を着用している。
2人とも基本的に口数が少なく陰気な人物として振る舞い、基本的にはヤドカーンの言葉をイソーギンが反復して追従するような話し方をする。しかし、戦闘時には凶暴な本性を全面に出す傾向にある。また、アイスクリームを好んだり、水も飲まないでプリキュアを待つという天然な一面をもつ。
エターナルでは「最強のハンター」と評価されており、コレクションのリストに記載されているものを強奪する確率が100パーセントという実績を誇り、その活躍はシロップにも知れ渡っている程である。また、人間体のままでもプリキュアたちを圧倒するほどの高い戦闘能力をもつ。
第25話にて、殉職したネバタコスの後任として「ローズパクト」強奪およびプリキュア討伐の任務に就く。しかし、その後はエターナルに勤務することは滅多になく、同僚にあたるブンビーからは「絡みづらい」とまで思われている。
第38話にて、標的をミルキィローズ1人に絞って強襲し、救援に駆けつけたプリキュア5をも抜群のコンビネーションで追いつめる。しかし、キュアドリームとミルキィローズの予想外の猛攻により形勢が逆転し、更にはそのことで動揺を起こして仲間割れにも発展し、最終的には隙を突かれる形でキュアドリームとミルキィローズによる合体技を受けて倒された。
戦闘形態
ヤドカーンがヤドカリのような3対の脚を持つ生物になり、その背中にイソギンチャクのような姿に変身したイソーギンが合体した状態になる。
柔軟な動きが得意で、腕など一部のみを変化させた状態でもプリキュアたちを圧倒し、プリキュアの技を同時に受けてもかすり傷程度しか受けない強固な守備力も備える。
目から放つ強力な光線で爆発を起こして攻撃してくる。

ムカーディア
声 - 置鮎龍太郎
エターナルに所属する若い男性。白色の肌に黄色がかかった薄い銀色のロングヘアが特徴。一人称は「わたし」。
人間態では赤色の服装を着用しており、身体には紫色のマフラーを身につけ、足には茶色のロングブーツを履いているほか、百井京介として活動する際には赤を基調としたスーツを着用している。また、人間体の際には「百井京介」（ももい きょうすけ）と名乗っている。
表向きは穏やかで紳士的な人物として振る舞い、特に女性に対しては優しく接したり、相手を褒めることにも余念がない。しかし、任務を遂行する際は冷徹な人物に変貌し、同僚にあたるブンビーを冷遇するなど、非情かつ嫌味な本性を隠しもつ。
報告書を書くのが上手く、アナコンディからは絶大に信頼されているが、本心ではアナコンディをも出し抜いてエターナルのNo.2になるという野望を抱いている。
戦闘面では傍観することが多く、相手のデータを収集することに長けている。また、山並みの大きさのホシイナーを召喚したり、大量のホシイナーを同時に操ることができる。
第29話にて、アナコンディから直々に呼び寄せられ、彼女から「ローズパクト」強奪及びプリキュア討伐の任務に就くよう依頼される。その際、任務を達成できたら長期の休暇をアナコンディに要求しており、アナコンディもその要求に応じている。その後、第36話から遂に自ら動きだし、第41話にて偶然ブンビーと遭遇した影響で、のぞみとりんに自身の正体を知られされる。この際、初めて戦闘形態に変身する。
第44話、第45話ではシロップの秘密を探るべく、フローラが館長に宛てた手紙をアナコンディの机から盗み、それをシロップに突きつけて記憶を取り戻そうするが、続く第45話での戦いの際でプリキュアたちの必殺技である「プリキュア・レインボー・ローズ・エクスプロージョン」を回避しようとした際、アナコンディに動きを封じられて謀殺されそうになる。しかし何とか脱出することができ、第46話では偶然出会ったブンビーの手を借りてエターナルに帰還を果たし、アナコンディの隠しごとを館長に伝えて「組織のNo.2にしてほしい」とアピールするが、用済みと判断した館長によって消滅される。
のちの『映画 プリキュアオールスターズDX2 希望の光☆レインボージュエルを守れ!』にて、ボトムの力によって復活を果たして再登場する。
戦闘形態
頭部に触角を生やしたムカデのような怪人に変貌し、胸部や両手足にはムカデの脚を巻きつけている。
前述のムカデの脚で攻撃を仕掛け、この脚は伸縮自在で、相手を串刺しにすることも可能。
戦闘能力は非常に高く、「プリキュア・レインボー・ローズ・エクスプロージョン」を受けてもガードで耐えるほどの力をもつ。
最終形態
『DX2』の時にのみ披露した姿。下半身がムカデのような姿に変化する。

シシキ
声 - 梁田清之
テレビシリーズの派生作品である『Yes!プリキュア5GoGo! 全員しゅーGo!ドリームフェスティバル』に登場するオリジナルのキャラクター。
エターナルに所属する中年男性。大柄な体格に、褐色の肌とスキンヘッドが特徴。一人称は「わたし」。
人間形態の際には、暗い色が基調の修道服のような衣装を着用している。
好戦的かつ非道な人物として振る舞い、プリキュアとの戦いを楽しむという戦闘狂でもある。しかし、時には子供じみた言動をしてはドジをするほか、ゆっくりと読書をすることを好む知的な一面をもつ。
エターナルではスコルプをライバル視しており、新入りのブンビーには「バンビー」と名前を間違えているなど、彼らの前では横柄な態度で接している。また、シロップとは面識がある。
物語終盤にて、度重なる失態で最終通告を受けて最後の戦いに挑み、特殊な能力を発動させて『Max Heart』、『Splash Star』、『GoGo!』の世界のプリキュアたちを異次元空間へと引きずり込み、彼女たちを倒すために「シシキファイナル」と称する最終形態へと変貌し、初めはプリキュアたちを圧倒する。しかし、結果的にはプリキュアたちの力の前に敗れ、最期は「おまえたちと戦えて楽しかった」と言い残して異空間ごと消滅した。
戦闘形態
全身が緑色のカニのような姿に変貌する。赤色のアイマスクをつけており、カニのハサミのような腕が特徴である。
両腕のハサミを使って相手を殴りつけ、その腕で相手を締め上げて毒の泡を飛ばすなどの多彩な攻撃手段をもつほか、極めて高い防御力を兼ね備えるなど、歴代のプリキュアたちと交戦できるほどの戦闘能力をほこる実力がある。
シシキファイナル
各世界のプリキュアたちと戦うために本気をだして怪物へと変貌した姿と名前。緑色の巨大なカニのような姿をしている。
巨大なハサミや脚を駆使して攻撃を行い、毒の泡を放つ攻撃や破壊光線を放つ攻撃を得意としている。

##### 怪物（エターナル）
ホシイナー
声 - ふくまつ進紗
『GoGo!』第2話から登場。エターナルのメンバーが使役する怪物。素となる球体を物質や生物にとりつかせることで誕生する。
誕生すると両目が開き、終始「ホシイナー」と叫びながら攻撃する。また、コミカルな叫び声を出したり、相手を挑発したり驚いたりするといった動きも見られる。倒されると球体は分離して、消滅する。
とりつかせる物質によって様々な力を揮うほか、その物質の特徴も再現することがある。

### プリキュアの家族
りんの父親、こまちの両親は劇中に登場しなかった。かれんの両親は写真に写っている姿として確認できる。

#### 夢原家
夢原 勉（ゆめはら つとむ）
声 - 滝知史
のぞみの父親で童話作家。登場は『5』第3話のみ。自宅で執筆を行うほか、忙しい恵美に代わって家事を担当することもある。
夢原 恵美（ゆめはら めぐみ）
声 - 日野由利加
のぞみの母親。美容室「エスポワール」を経営する美容師。りんの母・和代とは学生時代からの友人。
性格はのぞみ同様に明るいが、やや天然ボケ。和代の話によると、過去に汚れた食器を洗濯機で洗おうとしたことがあるという。

#### 夏木家
夏木 和代（なつき かずよ）
声 - 浅野まゆみ
りんの母親。夫婦でフラワーショップ夏木を経営している。のぞみの母・恵美とは学生時代からの友人。りん以上の家事の達人である。
夏木 ゆう、あい（なつき ゆう、あい）
声 - 渡辺久美子（ゆう）、雪野五月（あい）
りんの弟妹。双子で弟がゆう、妹があい。
小学4年生のやんちゃ盛りで、りんによく勉強を教えてもらっている。
ココとナッツをぬいぐるみと思い込み、散々いじっていた。そのため、解放されたあとでココとナッツは 「できればもう2度と会いたくない」「首筋がギシギシする」という趣旨の発言をした。

#### 春日野家
春日野 ミッシェル（かすがの ミッシェル）
声 - 金丸淳一
うららの父親。フランス人。日本に来て20年で日本語が堪能。うららを優しく見守っており、時には下手な尾行でうららを困らせることもある。
春日野 まりあ（かすがの まりあ）
平蔵の娘でうららの母。職業は舞台女優。うららがまだ幼い頃に病没。
『GoGo!』40話のうららの回想にて初めて素性と名前が判明した。故人のためうららの回想シーンのみの登場だった。
春日野 平蔵（かすがの へいぞう）
声 - 中博史
うららの母方の祖父。婿養子であるミッシェルとの仲は良好で、彼と共にうららを見守っている。
陽気な性格で、うらら以外の4人を見たときには「もう50年若ければアタックしていた」という趣旨の発言をした。

#### 秋元家
秋元 まどか（あきもと まどか）
声 - 永野愛
こまちの姉。顔立ちはこまちに瓜二つだが、髪型は普通のショートボブで、髪色はこまちより明るい緑色。
クルーザータイプの大型バイクを所有するバイク乗りで 、美術大学に通う。
穏やかなこまちとは対照的に、はっきりとした性格。
妹を「ほっぺたの感触が名物の豆大福と似ていたから」という理由で「こまち」と命名するほど、実家の和菓子屋と和菓子作りを愛している。
和菓子屋を継いで、おいしい和菓子でみんなを幸福にするのが夢。

### サンクルミエール学園
のぞみたちの通う中学校で女子校。敷地が広く、バラ園やテラスなどもある。教室は大学の講義室のような造りになっている。
制服は左胸に桜のワッペンが付いた紫色のジャケットに赤のリボン、薄紫色のジャンパースカートと紺色のハイソックス。夏服は白のジャケット（ワッペンもあり）にピンクのリボン、紫色のジャンパースカートと白のハイソックスを着用する。靴は茶色のローファー。学生鞄は薄い小豆色のショルダーバッグ。防寒服はベージュのダブルコート。
学年により左胸にある桜のワッペンの色が異なり、またワッペンは学生鞄にも付けられている（色は「プリキュア」を参照）。
本項ではプリキュア関係者以外の学校関係者を記載する。
おタカさん（理事長）
声 - 神代知衣
サンクルミエール学園のカフェテリアで働くおばさん。本名については作中では言及されていない。
豪快で気っ風のいい性格で、生徒からの信頼も厚い。ややダミ声。折りに触れて生徒に助言を授けている。
代金やおつりの額を「○万円」と言う。算盤は5級の腕前で、暗算にも自信がある。サンクルミエール通信では、カフェテリアのパンや惣菜パンも彼女が作っていると紹介されている。
その正体は学園の理事長であり、『5』第40話で教頭と共にハデーニャに襲われて気絶していたところのぞみたちに発見されバレてしまう。
元は学園で教師をしていたが、理事長就任後は生徒たちと触れ合うことができずもどかしい思いをしていた。そのため、生徒たちにより近い視線で接するため「おタカさん」として学園を見守っている。
理事長としての正体を知っているのはのぞみたちと教頭だけであり、彼女たちに「他の生徒や教師には秘密」と口止めを依頼する。
理事長としての声色は売店員時とは異なり落ち着いた口調である。
両形態とも左胸に鳥のブローチをつけている。
教頭
声 - 樋渡宏嗣
学園の教頭を務める壮年の男性。のぞみたちが知るまでは理事長の正体を唯一把握していた。
教師や生徒の意見を理事長に伝えるスポークスパーソンを担っている。

#### 生徒
増子 美香（ますこ みか）
声 - 山田茉莉
2年生。新聞部部長で、学内新聞「サンクルミエール通信」を発行している。
姓名を続けて読むと「マスコミか」になり、本人もそれを登場時の口上としている。
登場時はいつもデジタル一眼レフカメラや録音用のICレコーダーを携帯し、真実の報道をモットーとしているが、ミーハー的な言動が目立ち、実際には自分の趣味で強引に取材をしたり記事を書いたりすることも多い。
視力が弱いため普段は眼鏡をかけており、裸眼になると目の前の人の顔が判別できない。
夢中になると、周りが見えなくなってしまったり強引になってしまったりするため、新聞部の他の部員が全員辞めてしまい、第18話の時点では部員は彼女一人になってしまった。また、彼女自身も自分の性質を自覚しており、自分が書いた記事でフットサル部のキャプテンである今野香織を傷つけてしまったときには罪悪感と自責の念から食事もとれないほどにまで落ち込んでしまい、一度は新聞部を廃止する決意をしてしまう。しかし、ブンビーに襲われたところをプリキュアに助けられ、戦いが終わった後にプリキュアに励まされたことで新聞部を続けることにする。
人間姿のナッツの大ファンで、彼のことを「ナッツさま」と呼んでいる。またプリキュア5の存在を最初に知った一般人で、プリキュア5とナイトメアとの戦いに遭遇してまき込まれ、プリキュアたちを写真に納めることもあった。
今野 香織（こんの かおり）
声 - 伊東久美子
りんの所属するフットサル部の主将。
同好会だった同部を部に昇格させるべく、りんの実力を買いフットサルに勧誘した。
ある試合の前日に足を故障したものの、メンバー不足のため無理を押して出場し敗北する。それをサンクルミエール通信に変な形で記事にされ、りんが美香に怒ってしまった。
斉藤 美穂（さいとう みほ）、中沢 絵理（なかざわ えり）、山本 亜紀（やまもと あき）
声 - 埴岡由紀子（美穂）、道添愛美（絵理）、沖佳苗（亜紀）
りんの所属するフットサル部の部員。
森田 よしみ（もりた よしみ）
声 - 天野由梨
『GoGo!』第33話に登場。1年生。うららの友人で、芝居の練習によく付きあっている。
両親（声：安井邦彦、加藤優子）はカレー屋を経営しており、自ら手伝うこともある。最近店の客入りが悪くなったことを懸念しており、うららと協力してチラシ配りをする。
謙虚な一面もあり、のぞみたちがうららに手伝うと言ったとき「迷惑かけたくない」と弱々しく断った。
工藤 真由（くどう まゆ）、宮本 佳那子（みやもと かなこ）
声 - 工藤真由、宮本佳那子
『5』第40話に2人とも本人役で特別出演（前者は2年生、後者は1年生）。劇中では学園の一般生徒として登場し、かれんに学内の事件を相談していた。
なお、工藤は『ハートキャッチプリキュア!』でも生徒として本人役で登場している。

### そのほかの準レギュラー
鷲雄 浩太（わしお こうた）
声 - 森訓久
うららのマネージャーで、彼女をスターにするため奮闘する。
真面目な性格だが、少々空回り気味で落ち着きがない。しかし、うららを保護者から預かっている身であることの自覚があり、父と祖父に心配をかけた際に叱るなど、立派なところもある。うららにとっては父や祖父同様、家族のような存在。
美香とは、うららの将来について意気投合している。
名前の由来は東映のプロデューサー・鷲尾天。
坂本（さかもと）
声 - 池田知聡
かれんが幼いころから水無月家に仕える執事で、作中では主に「じいや」と呼ばれる。執事としての距離は保ちながらも、打ち解けられる友人が少ないことを気に病んだり、両親と一緒にいられない寂しさを酌んで不憫に思ったりするなど、かれんに対して肉親と変わらぬ暖かい眼差しで見守っている。かれんの通学の送り迎えの運転手も兼ねている他、料理の腕は一流、クルーザーやモーターボートの操縦までもこなすなど、執事という枠を超えた万能ぶりを見せる。

### ゲストキャラクター
ローゼット伯爵
声 - 遊佐浩二
『5』第27話に登場。「サンクルミエール学園」旧校舎の付近に存在した屋敷に住んでいた貴族。
りんに瓜二つな恋人を不慮の事故で亡くし、自身も病に倒れて彼女の後を追うように亡くなった。以来、恋人の命日になると旧校舎に幽霊として出現し、「亡くなった恋人と同じ年ごろの少女を見付けると、手を伸ばしてくる」という噂が学園に広まった。
旧校舎の美術室には、自身の立像と恋人の肖像画とが飾られている。
生前恋人に髪飾りを渡そうとしており、亡くなった恋人の肖像画がりんに似ていることに気づいたこまちの計らいで、りんが伯爵と出会うことになる。そのあと、アラクネアの襲撃から必死に自分を守ってくれたりんにお礼として髪飾りを渡し、おだやかな笑顔とともに消えていった。
末広 未来（すえひろ みく）
声 - 今井由香
『5』第32話に登場。まどかの親友。自分の結婚式の際に、りんのデザインしたティアラを装着した。
たむらけんじ（たむけん）
声 - たむらけんじ
『GoGo!』第17話で特別出演した関西弁の芸人。相方の獅子面を探すためにチラシを配っていた時に偶然のぞみに遭遇し、彼女の厚意により一緒に探すことになるが、その時には素顔だった事もあってのぞみ達にはお笑い芸人だとは気付かれなかった。その後、相方がホシイナーにされた際には力強く説得し、直後にプリキュア5とミルキーローズの助けで無事に取り戻す。その後はプリキュアの正体を知ったためにのぞみ達から内緒にするように頼まれ、代わりにのぞみ達に対して自身のおっちょこちょいを秘密にするとして黙秘の約束をしたが、後日にはテレビ番組でプリキュアの必殺技に関する芸を披露した。
サンタクロース
声 - 上田敏也
『GoGo!』第44話に登場。運び屋であるシロップにとっては憧れの存在。ムカーディアの襲撃を受け、仕事道具のソリごとプレゼントを紛失してしまう。幸い彼自身は木に引っかかり大事には至らなかったが、冬の寒空で風邪をひいてしまい、たまたま通りかかったシロップとうららが保護、ナッツハウスで手当を受けた。自分から名乗りはしなかったが、プレゼントの中身と宛先からのぞみとうらら以外は全員気付いており、去り際に不思議な現象を見せていた。
ブンビーカンパニーの社員
声 - 優希比呂
『GoGo!』最終回に登場。カワリーノに酷似したブンビーカンパニーの社員。
業務中に雑誌を読みふけるなど、怠業している。また、社長であるブンビーの命令も「部下の尻ぬぐいをするのが上司の役割」といって流している。その態度をみて、ブンビーからは「カワリーノ似で生意気」と評されていた。
のちのオールスターズ映画にも、声こそついたことはないがブンビーともども登場しており、驚いた時にはカワリーノ同様目が非常に大きくなるのが確認できる。

## プリキュアの設定
本作品におけるプリキュアは「パルミエ王国に伝わる伝説の5人の戦士」と位置づけされている。
変身の呪文は「プリキュア・メタモルフォーゼ！」で、それぞれ単独で変身することができる。変身する際、変身前と比べて全員髪の色が変身前より鮮やかに変わり、髪が伸びたりヘアスタイルも変化したりする。『5』では蝶がモチーフのクリーム色がかった白を基調としたコスチューム、『GoGo!』では蝶と赤いバラがモチーフのコスチュームをまとっている。また、両作品とも各々のイメージカラーと同色の蝶のイヤリングをつけている。プリキュアを目撃した増子美香によって「人ごみでも目立つ派手なコスチュームの女性」とサンクルミエール通信（以下「新聞」）に記載された。
各自の名乗り（後述）を行ったあと、5人全員で毎回ではないが「希望の力と未来の光！ 華麗に羽ばたく5つの心！ Yes！プリキュア5！」という掛け声とともにポーズを決める。本作品では、回によっては変身しない、あるいは変身しても実質的に戦闘に参加しないメンバーがいる。前作とは違って精霊を使って戦うという設定を廃したため肉弾戦で戦うが、打撃を加えた際にそれぞれのイメージカラーのエフェクトが起こる演出が散見される。
『5』第6話で全員が覚醒し、全員揃った時の立ち位置は向かって左からミント・ルージュ・ドリーム・レモネード・アクアの順。
『GoGo!』から登場するミルキィローズは奇跡の青いバラの力によって誕生した戦士。そのため、厳密に言えばプリキュアには含まれない。しかし、オールスターズ作品ではプリキュアと同等の扱いとなっている。
ローズは単独で変身する。変身の呪文は「スカイローズ・トランスレイト！」。彼女はプリキュアではないため劇中でドリームたちと並ぶことはないが、オールスターズ作品ではドリームと共に『GoGo!』チームのセンターを飾ることが多い。
前作までの敵は関係ない人たちを気絶させたりしていたのに対し、本作品では人前で変身する羽目になったり関係のない人たちが戦闘に巻き込まれることがあるほか、異空間で戦闘することもある。戦闘終了後は周囲の被害がすべて何事もなかったかのように修復される。このことはプリキュア覚醒前のこまちとかれんの話のネタにされたこともあった。また、本作品では関係ない人間がプリキュアの戦いを目撃することがあるため、前作とは違い一部の人間には認知されているが、存在が広く知れ渡ることはなかった。プリキュアの正体が知られることによるペナルティは一切存在しない。プリキュアに変身できることを秘密にしているのは「他人を巻き込みたくない」「騒動にしたくない」「恥ずかしい」など、各個人の事情によるものである。のぞみとうららは逆に「みんなに知ってもらいたい」と考えている。
時々美香に新聞のトップ記事にされそうになるが、直後に記事がすりかわるため回避している。その後『5』第33話で新聞部の廃部を示唆していた彼女を鼓舞するためドリームの計らいで5人全員で正式に取材を受け、そしてついにトップ記事になる。しかし、さほど話題にならなかった。
シリーズで初めて「巨大化したアイテムを使う」というスタイルの技を持つ。これは東映の変身少女アニメ作品として初の試みである。
個人の必殺技は物語が進むにつれ怪物も強化されているため、幹部たちと同じく必殺技が効かない、あるいはかわされることもある。
『5』最終話で変身アイテム「ピンキーキャッチュ」をココたちに返してしまったため一旦はプリキュアの力を失った5人だったが、『GoGo!』冒頭においてローズパクトに宿った5つの蝶によってもたらされた新たな変身アイテム「キュアモ」によって再びプリキュアとなる力を得た。コスチュームがバラをイメージしたものに変わった他、新必殺技を始め、基本能力もパワーアップしている。『GoGo!』後半では合体技が用いられるようになるが、合体技を放つ際にはココが「プリキュアに力を！」と呼びかけ、5人に「キュア・フルーレ」を召還する。
『GoGo!』第47話では、アナコンディの呪縛から解かれたプリキュアが復活後パワーアップした姿として、蝶の羽の生えたスーパープリキュアバージョンが登場している。外見上は蝶の羽根が生えただけでコスチュームに目立った変化はないが、飛行能力を披露している。それぞれの必殺技は通常時と変わらない。なおこのスーパープリキュアは、『5』の劇場版『映画 Yes!プリキュア5 鏡の国のミラクル大冒険!』のスーパープリキュアを、コスチュームを『GoGo!』のデザインに変更して流用したものである。
クロスオーバー作品では全て『GoGo!』のコスチュームで登場し、『5』のコスチュームは回想シーンでの登場のみである。

### キュアドリーム
夢原のぞみが変身する希望のプリキュア。変身時の名乗りは「大いなる希望の力！ キュアドリーム！」。イメージカラーはピンク。
『5』第1話でココの夢を侮蔑したギリンマに対して「ココの夢をバカにして許さない！」と怒りを露にしたときピンクのピンキーキャッチュが現れ、そしてココに促される形でプリキュアに覚醒した。
髪は変身前より鮮やかなマゼンタになり、両側の結った部分が輪の形になって、後ろ髪が伸びる。『5』では薄い黄色の蝶型の髪飾り、『GoGo!』では赤いバラをモチーフとした髪飾りで髪のリングを留めている。胸の宝玉の色はピンク色の補色である緑色。『5』のみ、メンバーで唯一ヘソ出しルックになっている。
『5』の必殺技の掛け声は「夢見る乙女の底力、受けてみなさい！」。必殺技で急所を突いてトドメを刺すなどの戦いぶりを見せることが多い。
必殺技
プリキュア・ドリーム・アタック
ピンキーキャッチュが光った後、左拳の蝶状飾りからの光の蝶の形をしたエネルギー弾を右掌で打ち出し、相手にぶつける。その威力はブンビーによると「ナイトメア本部を破壊するほど凄まじい」とのこと。
『映画 ヒーリングっど♥プリキュア ゆめのまちでキュン!っとGoGo!大変身!!』では『GoGo!』の姿で使用。
プリキュア・クリスタル・シュート
ドリーム・トーチ使用時の技。大量の光の結晶のつぶてを一斉に放つ攻撃技。
プリキュア・シューティング・スター
『GoGo!』から使用。両拳の蝶状飾りが光った後、両腕を広げた状態で両手にオーラを纏い、手のひらを相手に向けたまま両腕を前に出して、そのあと両腕をクロスして自らが光と一体化して飛行・突進する。また纏ったオーラを切り離して攻撃することもできる。

### キュアルージュ
夏木りんが変身する情熱のプリキュア。変身時の名乗りは「情熱の赤い炎！ キュアルージュ！」。イメージカラーは赤。
『5』第2話でのぞみからプリキュアの勧誘をされるが、半ば信じておらず乗り気ではなかった。しかし彼女がドリームに変身してギリンマと対峙する姿を見て「のぞみを助けたい！」と決意、そして現れた赤のピンキーキャッチュを得てプリキュアに覚醒した。
前髪が長くなり、燃えさかる炎のように逆立った赤い髪になる。『5』では濃いピンク色の蝶型の髪飾り、『GoGo!』では赤いバラをモチーフとした髪飾りを向かって左側に付けている。胸の宝玉の色は赤色の補色である緑色。衣装デザインは『5』『GoGo!』共にドリームのデザインに似ているが、袖・ブーツのデザインなど若干の差異がある。
『5』の必殺技の掛け声は「純情乙女の炎の力、受けてみなさい！」。ドリームやアクアとタッグを組むことが多く、いずれも絶妙な連携を見せている。
必殺技
プリキュア・ルージュ・ファイヤー
ピンキーキャッチュが光った後、左拳の蝶状飾りからの真っ赤な炎の蝶を左掌で打ち出し、相手を打ち砕く攻撃技。
プリキュア・ルージュ・バーニング
ルージュ・タクト使用時の技。上記技より威力が上昇する。敵の飛び道具の破壊にも使える。
プリキュア・ファイヤー・ストライク
『GoGo!』から使用。両拳の蝶状飾りが光った後、烈炎を球状に留め、フットサルのシュートのように蹴りだす。強い光を放つため、第22話では花のホシイナーの注意を引き付けた。また手をクロスさせてから蹴り出すまでの時間差を持たせることも可能。オールスターズ映画では、4連続で蹴り放ったことがある。

### キュアレモネード
春日野うららが変身するはじけるプリキュア。変身時の名乗りは「はじけるレモンの香り！ キュアレモネード！」。イメージカラーは黄色。
プリキュアシリーズ初の中学1年生かつハーフプリキュア。
『5』第2話の終盤でココと話すのぞみとりんを見て疑念を抱き、続く第3話で直接2人に問いただすがはぐらかされる。その後ドリームとルージュがガマオに苦戦していたのを見て「2人を救いたい！」という思いが芽生え、それに黄色のピンキーキャッチュが呼応して現れプリキュアに覚醒した。
髪は普通のツインテールから、ネコの耳のような2つのシニヨンからバネのようにカールした細い毛の束が出た特徴的な髪型に変化する。髪色は変身前よりも淡い金髪になる。『5』では髪飾りを付けていなかったが、『GoGo!』では赤いバラをモチーフとした髪飾りを付けている。胸の宝玉の色は黄色の補色である青色。『5』『GoGo!』共に他の4人と衣装のデザインが異なり、共通してオーバーニーソックスを履いている。『5』はスパッツが露出しておらず、メンバーで唯一パニエスカートを穿いており、リボンの付いたチョーカーを巻いたデザイン。『GoGo!』ではスパッツが露出するようになり、外見上の共通項は増えたものの、スカートのフリルが他の4人に比べて多層になっているなどの差異がある。
『5』の必殺技の掛け声は「輝く乙女のはじける力、受けてみなさい！」。力で押すよりかはアクロバティックな戦法を得意とした描写が見られる。
必殺技
プリキュア・レモネード・フラッシュ
ピンキーキャッチュが光った後、両腕を広げた状態で両手の蝶状飾りからの小さな光の蝶の群れを放つ攻撃技。命中範囲が広いぶん、威力は低めである。
プリキュア・レモネード・シャイニング
レモネード・カスタネット使用時の技。見た目は変わらないが威力は高く、コワイナーを一撃で倒すこともあった。
プリキュア・プリズム・チェーン
『GoGo!』から使用。両拳の蝶状飾りが光った後、対象を黄色い光の蝶を連ねた2本のチェーンで拘束、または叩きつけ、粉砕する。敵の動きを封じたり転倒させることもできる。エネルギーを直に叩き込むことも可能。

### キュアミント
秋元こまちが変身する安らぎのプリキュア。変身時の名乗りは「安らぎの緑の大地！ キュアミント！」。イメージカラーは緑。
プリキュアシリーズ初の中学3年生が覚醒したプリキュア（アクアも同様）。
『5』第4話でのぞみからプリキュアに勧誘される。その後アラクネアと対峙する彼女を見て「自分の夢を応援してくれたのぞみさんを助けたい！」と決意し、それに薄緑色のピンキーキャッチュが呼応して現れプリキュアに覚醒した。 
髪は変身前より鮮やかな青緑色になり、ボリュームが増す。襟足も伸びて左右に分かれる。『5』では蝶の口のような形をした髪留めをしており、『GoGo!』ではそれに赤いバラの意匠が加えられている。胸の宝玉の色は緑色の補色である赤色。
『5』の必殺技の掛け声は「大地を揺るがす乙女の怒り、受けてみなさい！」。守備に長けたプリキュアで、必殺技は負荷に耐えられなくなると亀裂が入りやがて割れてしまう。戦闘時は主に防御や仲間のサポートに徹しているが、感情を爆発させた時には凄まじい戦いぶりを見せることもある。
必殺技
プリキュア・ミント・プロテクション
ピンキーキャッチュが光った後、両手の蝶状飾りからの緑色の半透明なバリアをドーム状に形成する。映画では前方だけに小さなものを展開したこともある。5人のうち、唯一防御用の技である。
プリキュア・ミント・シールド
ミント・リーフ使用時の技。防御力が上昇する。防御だけでなく敵を押し出す用途にも使われ、攻撃に転化して使用した際は凄まじい破壊力を発揮している。
プリキュア・エメラルド・ソーサー
『GoGo!』から使用。両拳の蝶状飾りが光った後、緑色の光のオーラを鋭い円盤状に形成し、敵に投げつけて攻撃する。広い面を向けることで防御にも使用することが出来る。映画では二つ以上発生させていることもある。第16話では木を切断することに使われた。また、円盤状のオーラを巨大化させることも出来、第27話ではその上にホシイナーを乗せて回転させた。

### キュアアクア
水無月かれんが変身する知性のプリキュア。変身時の名乗りは「知性の青き泉！ キュアアクア！」。イメージカラーは青。
『5』第5話でのぞみからプリキュアに勧誘されるが青色のピンキーキャッチュに拒否され失敗に終わり、続く第6話でその原因が「冷めた義務感で受け入れたため」と理解し落胆する。しかし、自分の感情を露にできない苦しみを理解したのぞみから「先輩は心優しい人」と言われ彼女と打ち解ける。その後ブンビーに苦戦する4人を見て「みんなを心から助けたい！」という強い意志がが芽生え、それをピンキーキャッチュが呼応して再度現れプリキュアに覚醒した。
髪は変身前より鮮やかな青色になり、髪型も後ろに高く結い上げたものを蝶の髪留めで留めたものに変化する。『5』ではミント同様蝶の口のような形をした髪留めをしており、『GoGo!』ではそれに赤いバラの意匠が加えられている。衣装デザインは『5』『GoGo!』共にミントのデザインに似ているが、髪留め・襟の形状など若干の差異がある。胸の宝玉の色は赤色。
『5』の必殺技の掛け声は「岩をも砕く乙女の激流、受けてみなさい！」。戦闘時に咄嗟に戦術を組み立てて指示を出すなど、参謀的な役割を担うことが多い。戦闘能力は高く、単独で敵幹部を追い返したこともある。ルージュとタッグを組むことが多く、互いの必殺技で見事な連携を披露している。
必殺技
プリキュア・アクア・ストリーム
ピンキーキャッチュが光った後、右手の蝶状飾りからの帯状の勢いのある水流を作り相手にぶつける。
プリキュア・アクア・トルネード
アクア・リボン使用時の技。上記技より威力が上昇する。さらに巨大な激流の渦巻を相手にぶつける。
プリキュア・サファイア・アロー
『GoGo!』から使用。両拳の蝶状飾りが光った後、無数の青い水玉を発生させ、その水のエネルギーを弓矢に変えて敵を射る。射抜く水の矢は渦巻状になっており、矢の先端部には宝石の結晶状をしている。数十本以上の連射攻撃も可能。また、敵の行動を阻害したり、炎を消したりなども可能。オールスターズ映画では三本の矢を一斉に発射することもある。

### ミルキィローズ
美々野くるみ（ミルク）が変身する奇跡の青いバラの力を持つ戦士。変身時の名乗りは「青いバラは秘密のしるし！ ミルキィローズ！」。イメージカラーは紫。
『GoGo!』第10話でドリームたちの前に突如現れ助太刀する。その後第14話で彼女たちに正体がバレたとき「青いバラの力で覚醒した」と経緯を説明する。
白と紫を基調としたヘソ出しのコスチュームで、青いバラの飾りがアクセントになっている。髪はウェーブがかかったツーサイドアップで、青いバラの花びらの飾りで留めてある。髪の色は変身前に比べて青みがかった紫色となり、瞳の色も変身前より若干明るい赤色に変化する。
青いバラの力によって強力な戦闘力を持ち、初登場時に敵幹部の1人であるスコルプを圧倒し一瞬で消滅させている。反面、防御技は持っておらず、間接攻撃を苦手としている。また変身自体で大きく力を消耗してしまうため、ダメージを受けたり長期戦になると戦闘中に力尽きてミルクの姿に戻ってしまうなど守りに弱点を抱える。ただし、ココやナッツのように強い衝撃を受けただけで元の姿に戻ることはない。
華麗なデビューを飾ったものの第12話では新たな幹部ネバタコスの軟体に攻撃が通じず苦戦、ブンビーには経験不足が弱点であることを見抜かれて防戦一方になるなどピンチに陥った。このようにテレビシリーズでは中盤以降次々に登場する強敵に敗れるシーンが多かったものの、『プリキュアオールスターズDX』公開記念に行われたランキング集計において、「いちばん強そうなのは？」においてプリキュアを差し置き1位という結果を残した。同作品ではパンチ1発でクレーターのような巨大な穴を開ける描写が存在する。『DX2』では、敵の攻撃を避けるためミルクに変身して、即座にローズに戻るという芸当も見せたが、その後は敵の連係の前に必殺技を破られ力尽きミルクに戻ってしまった。
『NewStage』以降はさらに増えるプリキュアの中で突出した活躍をするシーンは殆ど見られなくなっている。『NewStage2』では他のプリキュアと共に結晶にされているが、影との戦闘で敗北したため唯一妖精の姿で結晶化している。
必殺技
ミルキィローズ・ブリザード
ミルキィパレット使用時の技。タッチペンをミルキィパレットの右側にセットして、すべてのボタンを自動押すことで、タッチペンの先端が光を発した。「邪悪な力を包み込む、バラの吹雪を咲かせましょう！」という掛け声でミルキィパレットを前方にかざして、それを巨大な青いバラの花が現れた。「ミルキィローズ・ブリザード！」と叫ぶことで凝縮した気流が青いバラの花を打ち散らし、青いバラの花吹雪を起こし、大きな青いバラの形に敵を包み込み、一瞬で青いバラの花が爆裂して、敵を粉砕する。
ミルキィローズ・メタルブリザード
ミルキィミラー使用時の技。ミルキィノートの画面から飛び出す青いバラの花を、タッチペンに差し込みミルキィパレットにセットするとミルキィミラーに変化し、ミルキィミラーを回転させてから先端の青いバラの飾りを自動押してストップさせる。「邪悪な力を包み込む、煌くバラを咲かせましょう！」という掛け声でミルキィミラーを前方にかざして、それを巨大な鉄紺色のバラの花が現れた。「ミルキィローズ・メタルブリザード！」と叫ぶことで凝縮した気流が鉄紺色のバラの花を打ち散らし、鉄紺色のバラの花吹雪を起こし、大きな鉄紺色のバラの形に敵を包み込み、一瞬で鉄紺色のバラの花が爆裂して、敵を粉砕するとどめの一撃。ローズとミルキィノートとナッツが揃う必要がある。ミルキィローズ・ブリザードを上回る威力だが敵幹部に通用したことは一度もなかった。

### 合体技
プリキュア・ファイブ・エクスプロージョン
『5』後半で使用。ドリーム・トーチと他の4人が持つ、ルージュ・タクト、レモネード・カスタネット、ミント・リーフ、アクア・リボンが合体・巨大化したアイテムに乗り、「夢と希望の力とともに！」（ドリーム）「5つの光よ！」（アクア・ミント）「今ここに！」（ルージュ・レモネード）という掛け声とともに、巨大な光の蝶をまとって敵に体当たりするとどめの一撃。この技のみ5人全員とミルクが揃う必要がある。
プリキュア・レインボー・ローズ・エクスプロージョン
『GoGo!』で使用。「5つの光に！」（ドリーム）「勇気をのせて！」（ルージュ・レモネード・ミント・アクア）という掛け声とともに、5人のキュア・フルーレから放ったバラが融合して巨大な虹色のバラとなり、敵を押し潰して浄化する技。この技は、基本的に5人全員とココが揃う必要がある。作中では1度も破られていないが、コラボ映画の『DX2』ではモエルンバに破られている。
ドリームとローズの合体光線
『GoGo!』で1回のみ使用された技で、名称については作中では言及されていない。ドリームのクリスタル・フルーレとローズのミルキィ・ミラーから放つ光線。
プリキュア5の合体技
『GoGo!』で1回だけ使用された技で、名称については作中では言及されていない。ルージュ・レモネード・ミント・アクアの4人の必殺技をシューティング・スターでドリームが纏い、突撃する。
プリキュア・ミルキィローズ・フローラル・エクスプロージョン
『GoGo!』最終回で使用。5人のキュア・フルーレから放った「希望の赤いバラ」にミルキィ・ミラーが変化した剣から放った「奇跡の青いバラ」が融合して巨大な虹色のバラとなり、館長を葬り去った最終必殺技。この技にはココとナッツ、4国王の力を得ている。

### 関連アイテム
ピンキーキャッチュ
『5』で使用する腕時計型変身アイテムであり、初期の必殺技を繰り出す際にも用いる。何らかの強い意思を示すことで、それに呼応して光の蝶が舞い降り、その力を宿す。カバーが開いたところでポーズを決めることで変身する。名前の通りピンキーをキャッチするアイテムでもあり、楽器を取り出して一時的にピンキーを収納出来る。メンバーによってそれぞれ色が異なり、収納できるピンキーの形状も異なる。
常時、左手首に装着している。また、ナッツから保管用の蓋付きケースを貰う。
キュアモ
『GoGo!』から使用する携帯電話型変身アイテム。再び現れた光の蝶が、ドリームたちに改めて力を託した。パルミエ王国の蝶に加えてキュアローズガーデンの光の力が影響したことで、ピンキーキャッチュとは異なるアイテム（そして変身後のプリキュアの姿も異なる）となった。3つのボタンを順番通りに押すことで変身する。パルミンを写すことで捕獲することが可能。色は5人共通でピンク色。
変身後はキャリーに入れられ右前腰に装着されている。
ピンキーキャッチュとは違い、変身前の所持方法は各自異なっている。
ミルキィパレット
ミルキィローズ専用のパレット型変身アイテム。タッチペンでスイッチを押すことで変身する。ミルキィローズの武器も兼ねており必殺技の際は武器としても使用される。
ミルキィノート
ナッツの呼びかけでミルキィパレットをミルキィミラーへと変えるアイテム。
ドリームコレット
小さな妖精を保管する平たい小箱型のアイテム。55のピンキーを集めると願いが叶うとされており、ナイトメアなどに狙われる。普段はナッツが保管している。願いが叶うと石化してしまう。
ローズパクト
キュアローズガーデンへ向かうための鍵。

#### 武器
プリキュア・シンフォニーセット
『5』中期から後期にかけて登場するアイテム。プリキュアたちが各々の強力な必殺技を繰り出す時や、合体技を放つために使用する。普段は胸の宝玉に収納されている。後述のキュア・フルーレのように統一名称は劇中では存在しない。
ドリーム・トーチ
蝶の形をしたステッキ型アイテム。プリキュア・クリスタル・シュートを放つ。プリキュア・ファイブ・エクスプロージョンの際にはアイテムの中心となる。
ルージュ・タクト
タクト型のアイテム。プリキュア・ルージュ・バーニングを放つ。
レモネード・カスタネット
カスタネット型のアイテム。プリキュア・レモネード・シャイニングを放つ。柄の部分は存在せず、「プリキュア・ファイブ・エクスプローション」の際、唯一、柄などの格納の描写と格納音が無い。
ミント・リーフ
葉の形をしたアイテム。プリキュア・ミント・シールドを放つ。玩具では柄もあるが、作中では柄を握って使用することはなく、柄の描写も無く、浮遊してバリアを発生させる。また、「プリキュア・ファイブ・エクスプローション」の際には葉が内部に格納される描写があり、格納音も出る。玩具では柄を装着することができる。
アクア・リボン
リボン型のアイテム。プリキュア・アクア・トルネードを放つ。リボンのエネルギーを水の剣の形にして使用することもでき、ハデーニャやダークアクアと戦いを繰り広げた。
キュア・フルーレ
『GoGo!』に登場する、プリキュア・レインボー・ローズエクスプロージョン発動時に召喚する剣のような形状をした武器。合体技時にバラを生み出すためのアイテムであり、明確に剣として使用されたのは劇場版に登場したスターライト・フルーレのみである。
クリスタル・フルーレ
ドリームの使用するピンク色のキュアフルーレ。召喚時の掛け声は「クリスタル・フルーレ！ 希望の光！」。
ファイヤー・フルーレ
ルージュの使用する赤色のキュアフルーレ。召喚時の掛け声は「ファイヤー・フルーレ！ 情熱の光！」。
シャイニング・フルーレ
レモネードの使用する黄色のキュアフルーレ。召喚時の掛け声は「シャイニング・フルーレ！ はじける光！」。
プロテクト・フルーレ
ミントの使用する緑色のキュアフルーレ。召喚時の掛け声は「プロテクト・フルーレ！ 安らぎの光！」。
トルネード・フルーレ
アクアの使用する青色のキュアフルーレ。召喚時の掛け声は「トルネード・フルーレ！ 知性の光！」。
ミルキィミラー
ミルキィノートにより呼び出されるミルキィローズ・メタルブリザードを放つためのアイテム。ミルキィパレットがノートの力で一時的に変化したもの。

## 作中用語
舞台となった町名は「概要」の項目で記述した通り、シリーズで唯一全く明かされなかった。
パルミエ王国
ココとナッツ、ミルクの故郷である妖精王国。高い防壁に囲まれた城塞都市の形をしている。
ドーナツ王国・ババロア王国・クレープ王国・モンブラン王国
パルミエ王国を囲む4つの妖精王国。

ピンキー
パルミエ王国にいる小さな妖精。さまざまな姿や能力をもっており、パルミエの国民は彼らの力を頼っている。55匹集めてドリームコレットに入れると願いが叶うという。
パルミン
『GoGo!』に登場する、様々な姿を持つ精霊。それぞれ変化する姿が異なり、一部は4国王の誰かが姿を変えた姿である。
サンクルミエール通信
新聞部が手掛ける新聞で、配布版のほか、学園内の掲示板にも貼り出される。増子部長の独断と偏見が多く含まれ、学園に直接関係ないナッツの記事がたびたび載っている。「関係者は語る」の欄に掲載される取材先の顔写真には目隠し線が入れられているが、記事には実名がそのまま書かれている。
ナッツハウス
ナッツが経営するアクセサリーショップ。またココ、ミルク、シロップの住居でもある。
元は水無月家が物置として使っていた建物を、かれんがプリキュアの拠点として提供した。改装後は1階が店舗やキッチンで、2階以上が居間や寝室などのプライベート空間となっている。初代はナッツたちがパルミエ王国へ帰還したあと別の人に貸したため、『GoGo!』ではやはり水無月家が有する湖畔にある建物を2代目として利用している。
クロスオーバー作品では『映画 プリキュアオールスターズDX みんなともだちっ☆奇跡の全員大集合!』と『映画 プリキュアオールスターズ 春のカーニバル♪』で登場。『DX』ではクラスメイトの仁美と優子に影響された日向咲（キュアブルーム）と美翔舞（キュアイーグレット）が、アクセサリーを買おうと訪れるが、ナッツたちは妖精の世界に行っているために閉店中であり、そこへナッツたちとフラッピ・チョッピ、そしてフュージョンが現れて、プリキュアとフュージョンの戦いとなる。そして事件解決後のEDでは、当時14名の全プリキュアが来店した。『春のカーニバル』では、冒頭で舞台である「ハルモニア」から届いた「春のカーニバル」の招待状を皆が読み、のぞみたちの回想シーンではのぞみたちとココたちの風景が挿入されていた。
キュアローズガーデン
シロップがかつて行っていたバラの花園。フローラが司っていたが、エターナルの館長が介入したことにより固く閉ざされることになる。
絶望の仮面
『5』の第23話、第24話において、カワリーノがプリキュアに対して用いた仮面。
対象者に心の闇の悪夢を見せ、意のままに操る能力を持ち、被せられた者は精神世界において、辛いことを忘れ快楽に浸り続ける。ただし、希望を持っている者には、被せることが不可能。一度装着したら取ることは不可能としていたが、正気を取り戻す際に仮面が粉々に割れる。
また、残りの1つは第47話でミルクがそれを被せられたが、続く第48話で正気を取り戻した。
同様の仮面をナイトメアの下層メンバーが装着している。
黒い紙
ナイトメアのカワリーノが所持し、配下達に最後通告として渡される代物。通常は黒い紙の形態をしており、使用する際に仮面へと変化する。
これを使えば強大な力を得るが、引き替えに巨大な怪物と化し自我を失う。アラクネアによると「最後の手段」。
元々ナイトメアに存在した物ではなく、カワリーノが持ち込んできた物の模様。そのため、ブラッディやブンビーはこの仮面を警戒している。
実態は「絶望の闇」であり、絶望している者を闇に引きずり込む存在。
エターナル・ボール
エターナルの怪物「ホシイナー」へと変化する球体。目玉がついた不気味な外見。
エターナルの幹部がそれぞれ所持している。
地下迷宮
エターナル本部の地下に設けられている空間。『GoGo!』の第10話で明らかにされた空間で、失敗が続いたメンバーが「勤務」名義で押し込められ、永遠に彷徨う場所であり、俗に「廃棄処分場」と呼ばれている。
第39話においてブンビーが「プリキュアのリーダーを志願した」という理由で押し込められそうになるが、ブンビーは入り口の扉にしがみついて難を逃れた。

## スタッフ
シリーズディレクターは前作と同様に小村敏明が担当。また鷲尾天のプロデューサーとしての参加は本作品が最後であり、以降『Go!プリンセスプリキュア』にて企画担当として参加するまで、プリキュアのテレビシリーズから一時離れることとなる。
- 企画 - 大野逸雄 → 西出将之（朝日放送）、鶴崎りか（ADK）、清水慎治（東映アニメーション）
- プロデューサー - 亀田雅之 → 吉田健一郎（朝日放送）、麻生一宏（ADK）、鷲尾天（東映アニメーション）
- 原作 - 東堂いづみ
- 連載 - 講談社「なかよし」
- シリーズ構成 - 成田良美
- 音楽 - 佐藤直紀
- 製作担当 - 坂井和男
- 美術デザイン - 行信三
- 色彩設計 - 沢田豊二
- キャラクターデザイン - 川村敏江
- シリーズディレクター - 小村敏明
- 編集 - 麻生芳弘 → 後藤正浩
- 録音 - 川崎公敬
- 音響効果 - 石野貴久（サウンドリング）
- 選曲 - 水野さやか
- 記録 - 沢井尚子
- 演技事務 - 小浜匠
- アニメーション制作 - 東映アニメーション
- 制作協力 - 東映
- 制作 - 朝日放送[注 56]、ADK、東映アニメーション

## 主題歌
『5』と『GoGo!』いずれもオープニングと（特に後期）エンディングの曲にはチアリーダーの掛け声のようなコーラスが印象的に導入されており、曲が非常に軽快なものとなっている。

### Yes!プリキュア5
オープニングテーマ「プリキュア5、スマイル go go！」
作詞：只野菜摘、作曲：岩切芳郎、編曲：家原正樹、歌：工藤真由、コーラス：ヤング・フレッシュ with mayumi&yuka
第35話から映像にミルクが加わり、武器を使用した技にマイナーチェンジをした。第12話では挿入歌として使用された。
エンディングテーマ
第1期「キラキラしちゃってMy True Love！」
作詞：佐々木美和、作曲：marhy、編曲：久保田光太郎 + marhy、歌：宮本佳那子
第1話 - 第32話で使用。
第2期「ガンバランスdeダンス〜夢見る奇跡たち〜」
作詞：青木久美子、作曲：小杉保夫、編曲：多田三洋、歌：宮本佳那子 with ぷりきゅあ5
第33話 - 第49話、および映画で使用。前作『S☆S』の後期エンディング『ガンバランスdeダンス』のリメイクで、歌詞が一部変更されている。
エンディング映像は、楽曲使用開始当初の第33話と第34話の時点ではアニメーションが一部未完成だった事情から当該部分が静止画で対処され、第35話よりアニメーションが完成したバージョンが使用された。

挿入歌「とびっきり！勇気の扉（ドア）」（第20・29話）
作詞：只野菜摘、作曲：高取ヒデアキ、編曲：籠島裕昌、歌：春日野うらら（伊瀬茉莉也）
第20話・第29話で使用。春日野うららのキャラクターソングで、劇中ではうらら自身による作詞という設定。

### Yes!プリキュア5GoGo!
オープニングテーマ「プリキュア5、フル・スロットル GO GO！」
作詞：只野菜摘、作曲：間瀬公司、編曲：家原正樹、歌：工藤真由 with ぷりきゅあ5
番組開始初期は各回ごとに微調整が随所で施されており、第4話以降は固定の映像になった。
『映画 プリキュアオールスターズ 春のカーニバル♪』では挿入歌として使われ、同曲のPVシーン（のぞみたちの回想シーン）が流れていた。
特別仕様オープニング
第36話 - 第41話は『映画 Yes!プリキュア5GoGo! お菓子の国のハッピーバースディ♪』の本編映像を一部使用した特別仕様（ANNフルネット局とBSSでの初回放送のみ）。

エンディングテーマ
第1期「手と手つないでハートもリンク！！」
作詞：青木久美子、作曲：岩切芳郎、編曲：籠島裕昌・亀山耕一郎、歌：宮本佳那子 with ヤングフレッシュ
第1話 - 第29話で使用。
第2期「ガンバランスdeダンス〜希望のリレー〜」
作詞：青木久美子、作曲：小杉保夫、編曲：籠島裕昌、歌：キュア・カルテット（五條真由美、うちやえゆか、工藤真由、宮本佳那子）
第30話 - 第48話で使用。『S☆S』の後期エンディング『ガンバランスdeダンス』の再リメイク。振付と歌詞が、再び一部変更されている。また、第34話以降は冒頭でのプリキュアとその仲間達が飛び上がる際の服装が異なるなどの一部変更が行われている。
挿入歌
「ツイン・テールの魔法」（第18・37・40話）
作詞：只野菜摘、作曲：前田克樹、編曲：籠島裕昌、歌：春日野うらら（伊瀬茉莉也）
第18話で使用。また、第37話でうららがモグラ叩きに挑戦する際のBGMとして使用された。なお、ボーカルアルバムには一部の歌詞を変更した「ツイン・テールの魔法〜扉をあけはなして〜」が収録されている。
「明日、花咲く。笑顔、咲く。」
作詞：青木久美子、作曲：小杉保夫、編曲：高木洋、歌：ぷりきゅあ5 plus くるみ、コーラス：キュア・カルテット
第48話（最終話）エンディング前で使用。

## 音楽
BGMは従来シリーズに引き続き佐藤直紀が担当しており、前作までのBGMが流用されている場面もある。編成はこれまでのシリーズと同様に生楽器を主体とする。
前作まではプリキュアの必殺技には専用のBGMが存在したが、本作品では数パターンのBGMが用意され、状況に応じて使用するBGMを変えるという手法になった。ただし、合体技のBGMは従来通り専用のものとなっている。
Yes!プリキュア5
ヨーロッパ風の美術設定に合わせたオーケストラによるクラシック音楽風のBGMが主体となった。ナイトメアの雰囲気に合わせ、弦楽器の高音を効果的に用いたホラー映画で使用されるような視聴者の恐怖を煽るBGMが多く制作された。
映画
必殺技のBGMは映画の作画・演出に合わせてアレンジされたものが使用されており、テレビシリーズ用に作曲されたオリジナル版より楽器編成が減らされている。また、このBGMはテレビシリーズでも第48話にて使用されている。映画用に制作された、ミラクルライトによる応援シーンで使用されるBGMは、後年の『GoGo!』の映画や『オールスターズDX』シリーズでも使用されることになる。

Yes!プリキュア5GoGo!
前作の直接の続編であるため、前作のBGMの雰囲気を保ちつつ新たなBGMが制作された。キュアローズガーデンに関するBGMは「憧れ」をイメージし、エターナルに関するBGMは建物の設定画を見た佐藤がドイツ風だと感じたためドイツ風の堅い雰囲気の曲に仕上げたという。また、シロップの飛行シーンの演出に合わせた飛翔感のある曲も制作された。シロップはシリーズ初の少年のメインキャラクターであるため、彼のテーマはかっこいい少年っぽさを表現したという。
映画
監督の指示によりストーリーを表現する2つの大きなテーマ音楽が用意された。それは主役・夢原のぞみと悪役・ムシバーンに関する曲であり、劇中の重要なシーンでは、その2つのテーマをアレンジしたものが流れている。

## 各話リスト
- 以下断りのない限り、放送日は日曜の日付を示す。臨時枠移動により日曜以外に放送したものは曜日も併記、さらに通常の放送時間以外に放送された場合にはその旨注釈にて示す。
- 特番やスポーツ中継などによる放送の休止・日時変更は以下の通り。
  - 2008年8月…鹿児島放送のみ「5GoGo!」時代に「全国高校野球選手権大会 キバレ!鹿児島実業 応援実況」（15時25分 - 15時55分）を放送のため、放送日時の変更を実施[注 58]。
  - 2007年12月30日、2008年12月28日…年末特番編成のため、休止。

## 放送局

### 日本国内での放送
| 放送期間（または、放送体制） | 放送時間                            | 放送局                                                          | 対象地域       | 備考                                  |
| ---------------------------- | ----------------------------------- | --------------------------------------------------------------- | -------------- | ------------------------------------- |
| 2007年2月4日 - 2009年1月25日 | 日曜 8:30 - 9:00                    | 朝日放送（制作局）をはじめとする テレビ朝日系列フルネット全24局 | 日本国内       |                                       |
| - 2006年9月 2006年10月 -     | 土曜 7:00 - 7:30 土曜 11:15 - 11:45 | 山陰放送                                                        | 鳥取県・島根県 | TBS系列 スポンサードネット 遅れネット |
| 遅れネット                   | 火曜日 15:25 - 15:55                | 宮崎放送                                                        | 宮崎県         | TBS系列 番組販売 遅れネット           |

### 日本国外での放送
時間帯は全て現地時間。
イタリア
いずれもイタリア語放送のみ。イタリア語字幕オプションであり。
Yes!プリキュア5
2009年5月15日から8月19日までRai 2にて、『Yes! Pretty Cure 5』のタイトルで毎週平日8時15分 - 8時45分に放送。
Yes!プリキュア5GoGo!
2010年11月13日から2011年まで5月15日Rai 2にて、『Yes! Pretty Cure 5 GoGo!』のタイトルで毎週土曜・日曜8時15分 - 8時45分に放送。
香港
いずれも広東語放送、繁体字字幕あり。
Yes!プリキュア5
2009年7月11日から2010年1月16日まで無綫電視翡翠台にて、『Yes! 光之美少女』のタイトルで毎週土曜・日曜17時 - 17時30分に放送。
Yes!プリキュア5GoGo!
2010年11月6日から2011年5月1日まで無綫電視翡翠台にて、『Yes! 光之美少女 Go Go!』のタイトルで毎週土曜・日曜17時 - 17時30分に放送。2012年9月3日から11月13日には毎週平日15時50分 - 16時20分に再放送が行われ、こちらでは広東語と日本語による二カ国語放送も実施された。
台湾
いずれも普通話放送、繁体字字幕あり。
Yes!プリキュア5
2009年4月19日から2010年4月4日まで東森幼幼台にて、『Yes! 光之美少女5』のタイトルで毎週日曜に放送。放送時間は開始当初は18時30分 - 19時、2009年12月6日放送分より同17時30分 - 18時に繰り上げ。
Yes!プリキュア5GoGo!
2010年4月11日から2011年3月19日まで東森幼幼台にて、『Yes! 光之美少女5GoGo!』のタイトルで毎週日曜に放送。放送時間は開始当初は17時30分 - 18時、2010年7月18日より同17時 - 17時30分に繰り上げ。

## 映画
映画 Yes!プリキュア5 鏡の国のミラクル大冒険!
2007年11月10日公開。
映画 Yes!プリキュア5GoGo! お菓子の国のハッピーバースディ♪
2008年11月8日公開。

## クロスオーバー映画
ちょ〜短編 プリキュアオールスターズ GoGoドリームライブ
前述の『映画GoGo!』と同時上映。約5分の短編作で、歴代プリキュアオールスターズの初集合作品。脇役として、冒頭ではライブ会場前に出店した「TACO CAFE」前に美香が登場。ラスト近くのライブ会場では美香を始め、鷲雄・坂本を含むプリキュア家族、そしてガマオやスコルプに似た人物が、観客役で登場。
映画 プリキュアオールスターズDX みんなともだちっ☆奇跡の全員大集合!
2009年3月20日公開。本作品からはプリキュア5・ミルキィローズの全員が出演。前述の通り「ナッツハウス」に咲と舞が来店したのに対し、同作品におけるのぞみ達6名は『ふたりはプリキュア / ふたりはプリキュア MaxHeart』の舞台である「小泉学園」の「TACO CAFE」に来店し、アカネ・志穂・莉奈、そしてルルンと出会う。脇役として、ラストのダンスコンテストで美香と鷲雄マネージャー、そして『5』第40話のゲストキャラクター・宮本佳那子（サンクルミエール学園生徒）が観客として登場。
映画 プリキュアオールスターズDX2 希望の光☆レインボージュエルを守れ!
2010年3月20日公開。美香と鷲雄を始め、坂本執事を含むプリキュアの家族・ブンビー・「ブンビーカンパニー」の社員・4国王・『映画 5』のミギリンとヒダリン・『映画 5GoGo!』のチョコラ・ビター・ドライが脇役として登場。
敵「ボトム軍団」には、ナイトメアからアラクネアとハデーニャ、エターナルからネバタコスとムカーディアが、それぞれ軍団員として再生。劇中アラクネアとハデーニャは最終形態に変身したが、「黒い紙」は使用せずに自力で変身、しかも変身後も自我は残っていた。さらにムカーディアもオリジナルの最終形態に変身している。
映画 プリキュアオールスターズDX3 未来にとどけ! 世界をつなぐ☆虹色の花
2011年3月19日公開。美香・鷲雄・ブンビー・社員・『映画 5』のミギリンとヒダリン・『映画 5GoGo!』のチョコラが脇役として登場。また、『映画 5』の悪役のシャドウと『映画 5GoGo!』の悪役のムシバーンが、それぞれ首領「ブラックホール」によって再生され、「ダークライズ」の一員として登場。
映画 プリキュアオールスターズNewStage みらいのともだち
映画 プリキュアオールスターズNewStage2 こころのともだち
前者は2012年3月17日公開、後者は2013年3月16日公開。双方とも本作品のプリキュア5人とミルキィローズ（ミルク）が登場したが全員台詞無し。
映画 プリキュアオールスターズNewStage3 永遠のともだち
2014年3月15日公開。本作品のプリキュア5人とミルキィローズ（ミルク）が『DX3』以来3年ぶりに声付きで登場。また台詞は無いものの、ココ・ナッツ・シロップが『DX2』以来の人間態（コージ・夏・シロー）を披露し、そして同じく台詞は無いが、美香・まどか・メルポ・ブンビーがモブとして登場。
映画 プリキュアオールスターズ 春のカーニバル♪
2015年3月14日公開。キュアドリームのみ声付きで登場。また、脇役としてパパイヤ・メルポ・『映画 5』のミギリンとヒダリン・『映画 5GoGo!』のチョコラが登場。
映画 プリキュアオールスターズ みんなで歌う♪奇跡の魔法!
2016年3月19日公開。キュアドリームのみ声付きで登場。敵側にはエターナルの館長が登場。
映画 HUGっと!プリキュア♡ふたりはプリキュア オールスターズメモリーズ
2018年10月27日公開。本作品のプリキュア5人とミルキィローズ（ミルク）が声付きで登場。
映画 ヒーリングっど♥プリキュア ゆめのまちでキュン!っとGoGo!大変身!!
2021年3月20日公開。本作品のプリキュア5人とミルキィローズ（ミルク）、ココ・ナッツ・ブンビーが声付きで登場。また、公開2週目より本編と同じ時系列でのぞみたちの行動が追える副音声ボイスドラマのサービスも行われた。
映画 プリキュアオールスターズF
2023年9月15日公開。プリキュアシリーズ20周年を記念したオールスターズ映画で、本作品を含む歴代プリキュアが総登場する。キュアドリームのみ声付きで登場。

## その他の作品
ハピネスチャージプリキュア!
2014年に放送された、プリキュアのテレビシリーズ第11作。同作品のOP冒頭ではシリーズ10周年を記念して、歴代プリキュア33名が祝福のメッセージを述べるコーナーが設けられており、以下の話数に本作品のプリキュアが登場した。
- 2話：キュアドリーム
- 7話：キュアアクア
- 13話：キュアミント
- 17話：キュアルージュ
- 24話：キュアレモネード
- 30話：ミルキィローズ

また、美香に名前や性格や容姿が酷似している「増子 美代（ますこ みよ、声 - 小島幸子）」というキャラクターも登場した。この増子美代は、シリーズ構成の成田良美がアイデアを出し、美香のデザインを元にキャラクターデザインの佐藤雅将が新たに描きおこしている。
HUGっと!プリキュア
2018年に放送された、プリキュアのテレビシリーズ第15作。同作品の36話と37話にキュアドリームとブンビーが声有りで登場。キュアドリーム以外のプリキュアたちは36話で変身前、37話で変身後の姿で登場。ココとナッツも36話にて妖精態でのみ登場。
ひろがるスカイ!プリキュア
2023年に放送された、プリキュアのテレビシリーズ第20作目。第23話のエンディング映像冒頭にキュアドリームが登場。映像中盤に登場するミラーパッドの画面上にもプリキュアへの変身バンクをハイライトで流す形で登場している。

## 漫画版
『5』並びに『GoGo!』とも、原作・東堂いづみ、まんが・上北ふたごによる漫画作品がある。両作品とも前作『ふたりはプリキュア Splash Star』に引き続き、メイン連載扱いである。
『5』の漫画版は「なかよし」（講談社）にて2007年3月号から2008年2月号まで連載された。「なかよしラブリー」でも連載。開始当初はテレビシリーズと同様に変身・戦闘の描写を含んでいたが、後半からはプリキュアの5人とココ・ナッツの日常を描くサイドストーリー的な内容へとシフトし、変身後の姿やナイトメアに関しては最終回で1コマ程度描かれた程度にとどまった。
また、続編の『GoGo!』についても、引き続き「なかよし」2008年3月号から2009年2月号まで連載された。テレビシリーズとは異なり、ミルクは『GoGo!』からの登場となる。
両作品とも長らく単行本化されていなかったが、プリキュアシリーズ10周年となかよし創刊60周年を記念し、「プリキュアコレクション」と銘打ってワイドKCなかよしより発行が決まり、2015年1月6日に『Yes!プリキュア5』が、2015年2月6日に『Go!Go!』が、それぞれ全1巻で発行されている。
- Yes! プリキュア5 プリキュアコレクション：ISBN 978-4-06-337818-4
- Yes! プリキュア5 GoGo! プリキュアコレクション：ISBN 978-4-06-337819-1

## キャラクターショー
遊園地やイベント会場等で観覧できるキャラクターショーのうち、『5』のショーは、第1期はプリキュア5全員とギリンマ、コワイナーが登場、コワイナーは占いの技でプリキュアの動きを封じ追い詰める。第2期はプリキュア5とブンビー、別個体のコワイナーが登場。一方『GoGo!』のショーは、第1期はプリキュア5とスコルプ、ホシイナーが登場、第2期はプリキュア5とミルキィローズ、敵はネバタコスと別個体のホシイナーが登場した。ローズは初登場となったがドリーム、レモネードとともにネバタコスにやられてしまいピンチに陥ったところでミントとアクアによって助けられる展開で際立って活躍する場面はない。
有料ミュージカルショーは、『5』ではプリキュア5+ミルキィローズと小々田コージ、ガマオとブンビー、数体のコワイナーが登場した。『GoGo!』のミュージカルショーはブンビーとアナコンディが登場し、Max HeartとSplash Starの敵を蘇らせる。プリキュア5とミルキィローズは歯が立たず窮地に陥る、そこをブラックやブルームたちが登場し、助けられるという展開がなされている。

## 関連番組
CLUB ココ&ナッツ
『GoGo!』の関連番組として、アニメイトTVにて主に毎週火曜日にWebラジオで2008年2月5日から12月24日まで配信されていた。パーソナリティは草尾毅（ココ）と入野自由（ナッツ）。
キボウノチカラ〜オトナプリキュア'23〜
2023年10月から12月までNHK Eテレにて放送されたテレビアニメ。のぞみたちのその後の成長を描くストーリーで構成された。

## 関連商品
音楽CD・映像ソフトの発売元はいずれもマーベラスエンターテイメント。

### 音楽CD
いずれも販売元はジェネオン・ユニバーサル・エンターテイメント。

#### シングル
1. 『プリキュア5、スマイル go go!/キラキラしちゃって My True Love!』（2007年3月7日、MJCD-23032）
初回限定封入特典はジャケットイラストステッカー。『5』のオープニングテーマと前期エンディングテーマを収録。
2011年6月1日にはCD販売元が従来までのジェネオンからソニー・ミュージックに変更になったのに伴い、後期エンディングを追加収録した再発版が発売。通常盤（MJSS-09022）のほか、ノンテロップオープニング・エンディング映像を収録したDVDが付属したCD+DVD盤（MJSS-09020〜21）も発売されている。
2. 『とびっきり! 勇気の扉(ドア)』（2007年6月27日、MJCD-23034）
メインキャラクターの1人「春日野うらら（声：伊瀬茉莉也）」が、『5』作中で歌う、『とびっきり! 勇気の扉』を収録したマキシシングル。初回限定封入特典はジャケットイラストステッカー。
3. 『ガンバランスdeダンス〜夢みる奇跡たち〜』（2007年10月3日、MJCD-23035）
『5』の後期エンディングテーマを収録。初回限定封入特典はジャケットイラストステッカー。
4. 『プリキュア5、フル・スロットル GO GO!/手と手つないでハートもリンク!!』（2008年2月6日、MJCD-23039）
『GoGo!』のオープニングテーマとエンディングテーマを収録。初回限定封入特典はジャケットイラストステッカー。
2011年6月1日にはCD販売元が従来までのジェネオンからソニー・ミュージックに変更になったのに伴い、後期エンディングを追加収録した再発版が発売。通常盤（MJSS-09025）のほか、ノンテロップオープニング・エンディング映像を収録したDVDが付属したCD+DVD盤（MJSS-09023〜24）も発売されている。
5. 『ツイン・テールの魔法』（2008年6月4日、MJCD-23045）
メインキャラクターの1人「春日野うらら（声：伊瀬茉莉也）」が、『GoGo!』作中で歌う、『ツイン・テールの魔法』を収録した第2弾マキシシングル。初回限定封入特典はジャケットイラストステッカー。
6. 『ガンバランスdeダンス〜希望のリレー〜』（2008年9月10日、MJCD-23048）
『GoGo!』の後期エンディングテーマを収録。初回限定封入特典はジャケットイラストステッカー。
7. 『Birthday Party/TIME MACHINE』（2008年11月5日、MJCD-23056）
映画『お菓子の国のハッピーバースディ♪』の主題歌を収録。

#### アルバム
1. 『Yes!プリキュア5 ボーカルアルバム1 〜青春乙女LOVE&DREAM〜』（2007年7月25日、MJCD-20098）
『5』のオープニングテーマと前期エンディングテーマ、メインキャラクター5人のソロ曲、また工藤真由と宮本佳那子のオリジナル曲を収録。初回限定封入特典はジャケットイラストステッカー。
2. 『Yes!プリキュア5 Vocalアルバム2 〜VOCAL EXPLOSION!〜』（2007年11月9日、MJCD-20104）
『5』のオープニング・後期エンディング、メインキャラクター5人のソロ曲、また工藤真由のソロ曲と、五條真由美・うちやえゆかのデュエット曲を収録。初回限定封入特典はジャケットイラストステッカー。
3. 『Yes!プリキュア5 キャラクター&Vocalアルバム (1)  ココ&ナッツ〜ふたりの王子〜』（2007年12月5日、MJCD-20106）
本作品に登場する「ココ」と「ナッツ」のドラマ・オリジナルソングを収録。初回限定封入特典はジャケットイラストステッカー。
4. 『Yes!プリキュア5 キャラクター&Vocalアルバム (2)  ココ&ナッツ〜先生と店長〜』（2008年1月9日、MJCD-20107）
(1) のドラマの続編と、オリジナルソングを収録。初回限定封入特典はジャケットイラストステッカー。
5. 『Yes!プリキュア5 ボーカルベスト!!』（2008年3月26日、MJCD-20116）
『5』のオープニングテーマと前後期エンディングテーマ、またメインキャラクター5人のソロ曲などを収録。初回限定封入特典はジャケットイラストステッカー。また、『プリキュア5、スマイル GoGo!』のぷりきゅあ5バージョンがボーナス・トラックとして収録されている。
6. 『Yes!プリキュア5GoGo! WEBラジオ CLUB ココ&ナッツ Vol.1』（2008年5月9日、MJCD-20121）
ココとナッツがパーソナリティをつとめるWEBラジオをCD化。また、オリジナルソングも収録。初回限定封入特典はジャケットイラストステッカー。
7. 『Yes!プリキュア5GoGo! WEBラジオ CLUB ココ&ナッツ Vol.2』（2008年7月2日、MJCD-20126）
ココとナッツがパーソナリティをつとめるWEBラジオのCD化第2弾。また、オリジナルソングも収録。
8. 『Yes!プリキュア5GoGo! ボーカルアルバム1 My dear friend 〜プリキュアからの招待状〜』（2008年8月6日、MJCD-20127）
『GoGo!』のオープニングテーマ・エンディングテーマとキャラクターソング、また五條真由美・うちやえゆか・工藤真由・宮本佳那子のオリジナル曲を収録。初回限定封入特典はジャケットイラストステッカー。
9. 『Yes!プリキュア5GoGo! Webラジオ CLUB ココ&ナッツ Vol.3』（2008年9月3日）
ココとナッツがパーソナリティをつとめるWEBラジオのCD化第3弾。また、オリジナルソングも収録。初回限定版と通常版がある。
  - 初回限定版 (MJCD-20130)

『＋June Cinderella Night』と称し、2008年6月14日に北沢タウンホールで行われた公開録音イベント「June Cinderella Night」の模様を収録したCDを同梱。
  - 通常版 (MJCD-20131)
10. 『Yes!プリキュア5GoGo! WEBラジオ CLUB ココ&ナッツ Vol.4』（2008年11月6日、MJCD-20139）
ココとナッツがパーソナリティをつとめるWEBラジオのCD化第4弾。また、オリジナルソングも収録。初回限定封入特典はジャケットイラストステッカー。
11. 『Yes!プリキュア5GoGo! ボーカルアルバム2 SWITCH ON! 〜そして、世界は拡がっていく〜』（2008年12月3日、MJCD-20144）
『GoGo!』のオープニングテーマ・後期エンディングテーマ、キャラクターソング他新録音源を収録。初回限定封入特典はジャケットイラストステッカー。
12. 『Yes!プリキュア5GoGo! WEBラジオ CLUB ココ&ナッツ Vol.5』（2009年1月28日、MJCD-20154）
ココとナッツがパーソナリティをつとめるWEBラジオのCD化完結版で、2枚組。また、オリジナルソングも収録。初回限定封入特典はジャケットイラストステッカー。
13. 『Yes!プリキュア5 & Yes!プリキュア5GoGo! ココ&ナッツ ボーカルベスト「ぼくらがいたこと」』（2009年2月25日、MJCD-20157）
『5』と『GoGo!』の登場人物、ココとナッツの今まで発売された歌（ソロ・デュエットを含む）すべてと、新曲1曲を収録。初回限定封入特典はジャケットイラストステッカー。
14. 『Yes!プリキュア5GoGo! ボーカルベスト!!』（2009年4月3日、MJCD-20160）
『GoGo!』のオープニングテーマと両エンディングテーマ、またキャラクターソング、主な挿入歌などを収録。また、『プリキュア5、フル・スロットル GoGo!』のキュア・カルテットバージョンがボーナス・トラックとして収録されている。初回限定封入特典はジャケットイラストステッカー。
15. 『Yes!プリキュア5 メモリアルボーカルセレクション』（2011年7月20日、MJSA-01012）
CD販売元が従来までのジェネオンからソニー・ミュージックに変更になったのに伴って、新たにリリースされた『5』のベスト・アルバム。これまで発表された主題歌・キャラクターソング・イメージソングの中から16曲をセレクトして収録。
16. 『Yes!プリキュア5GoGo! メモリアルボーカルセレクション』（2011年7月20日、MJSA-01013）
上記アルバム同様、新たにリリースされた『GoGo!』のベスト・アルバム。これまで発表された主題歌・キャラクターソング・イメージソングの中から16曲をセレクトして収録。
17. 『Yes!プリキュア5 & Yes!プリキュア5GoGo! メモリアルアルバム』（2021年4月7日、MJSA-01312〜3[28]）
『映画 ヒーリングっど♥プリキュア』の公開にあわせて発売される『5』『GoGo!』のメモリアル仕様のベスト・アルバム。これまでのアルバムに未収録の楽曲を含む主題歌・キャラクターソング・イメージソング・BGMをCD2枚に収録。

#### サウンドトラック
1. 『Yes!プリキュア5 オリジナル・サウンドトラック1 〜プリキュア・サウンド・ドリーム!!〜』（2007年9月12日、MJCD-20100）
『5』テレビシリーズの前半で使用されるBGMと、オープニング・エンディングのTVサイズを収録。初回限定封入特典はジャケットイラストステッカー。
2. 『Yes!プリキュア5 オリジナル・サウンドトラック2 〜サウンド・ミラクル・シュート!!〜』（2008年1月30日、MJCD-20109）
『5』テレビシリーズの後半で使用されるBGMと、オープニング・後期エンディングのTVサイズを収録。初回限定封入特典はジャケットイラストステッカー。
3. 『映画 Yes!プリキュア5 鏡の国のミラクル大冒険! オリジナル・サウンドトラック』（2008年1月30日、MJCD-20110）
映画『鏡の国のミラクル大冒険!』に使用されたサウンドトラックを収録。初回限定封入特典はジャケットイラストステッカー。
4. 『Yes!プリキュア5GoGo! オリジナル・サウンドトラック1 プリキュア・サウンド・シューティングスター!!』（2008年9月3日、MJCD-20133）
『GoGo!』テレビシリーズの前半で使用されるBGMと、オープニング・エンディングのTVサイズを収録。初回限定封入特典はジャケットイラストステッカー。
5. 『映画 Yes!プリキュア5GoGo! お菓子の国のハッピーバースディ♪ オリジナル・サウンドトラック』（2008年12月3日、MJCD-20143）
映画『お菓子の国のハッピーバースディ♪』に使用されたBGMを収録。
6. 『Yes!プリキュア5GoGo! オリジナル・サウンドトラック2 プリキュア・サウンド・フルーレ!!』（2009年1月28日、MJCD-20153）
『GoGo!』テレビシリーズの後半で使用されるBGMと、オープニング・後期エンディングのTVサイズを収録。初回限定封入特典はジャケットイラストステッカー。

### DVD・Blu-ray Disc
いずれも販売元はポニーキャニオン。「5」以降一部の例外を除き、プリキュアのテレビシリーズのDVDは各巻3話収録が基本となった。
- 「5」のDVDは2007年10月17日から2008年5月21日に全16巻が発売された。各巻3話（最終16巻のみ4話）収録で、2巻ずつ同時発売。2013年11月20日と12月18日にはBD-BOXも発売された。
- 「GoGo!」のDVDは2008年6月17日から2009年6月17日に全16巻が発売された。各巻3話収録、9巻以降14巻までは2巻ずつ同時発売となり、15巻は1巻のみ発売、16巻はフレッシュプリキュア第1巻と同時発売となった。2015年1月と2月にはBD-BOXで発売。
- 映画DVDについては各ページを参照。

### 配信作品
2008年に「5」、2009年に「GoGo!」が東映アニメBBプレミアムおよび、提携プロバイダにて配信開始された。映画も配信されている。ただし、ビデオサイズが4：3比率となっており、BBプレミアムでもどの提携プロバイダでもレターボックスが出てしまう問題がある。
インターネット配信のほか、CS放送や地上波他系列局での再放送も行われており、テレ朝チャンネル1では2016年3月より複数回にわたり「5」が放送された(2話連続)ほか、テレビ東京系列であるテレビ北海道においても2016年11月より「5」の再放送が行われた。

### ゲーム
Yes!プリキュア5
バンダイナムコゲームスより2007年11月29日発売のニンテンドーDSソフト。タッチペンを使ってナイトメアと戦うアイテムバトルアクションゲーム。
Yes!プリキュア5GoGo! 全員しゅーGo!ドリームフェスティバル
バンダイナムコゲームスより2008年10月30日発売のニンテンドーDSソフト。プリキュア5までの歴代プリキュアが勢ぞろいして第20話のオリジナルストーリーとミニゲームやアクションバトルが楽しめる。オープニングムービーの終盤では『ふたりはプリキュア / ふたりはプリキュア Max Heart』の光の園の長老とウィズダムが1カットのみ登場。

#### データカードダス
うたって! プリキュアドリームライブ 〜スピッチュカードでメタモルフォーゼ!?〜
プリキュアオールスターズ GoGoドリームライブ!
プリキュアオールスターズ フレッシュドリームダンス

#### スマートフォンアプリ
プリキュア つながるぱずるん
バンダイナムコエンターテインメントより、2017年3月16日から2020年6月2日まで配信されたスマートフォン（iOS/Android）用パズルゲームアプリ。2017年10月26日より本作品のプリキュア5人とミルキィローズが登場した。
ぷよぷよ!!クエスト
セガが開発・配信・運営しているスマートフォン用パズルRPG。2021年に本作品とコラボレーションし、キュアドリームなど本作品のキャラクターが登場する。
共闘ことばRPG コトダマン
MIXIが開発・配信・運営しているスマートフォン用パズルRPG。2024年7月よりプリキュアシリーズとのコラボを実施、本作品からプリキュア5人とミルキィローズ、ブンビーが登場する。
LINE ポコポコ
LINEヤフーが配信・運営しているスマートフォン用パズルゲーム。2024年8月よりプリキュアシリーズとのコラボを実施、本作品からプリキュア5人とミルキィローズ、ココ・ナッツ・シロップが登場する

### 商品
バンダイからプリキュア達が使用するアイテムを模した「ピンキーキャッチュ」や「ドリームコレット」、ぬいぐるみ（人形） の「キュアドール」といった関連玩具がリリースされている。また、食品関連では従来の菓子（トップ製菓）、食玩（バンダイ）、カレー、ふりかけ（いずれも丸美屋）の他にニッスイから魚肉ソーセージとかまぼこが新たに発売された。
従来の携帯型コミューンはプラスチック部の製造費がかかる金型が大幅に縮小された腕時計タイプ「ピンキーキャッチュ」に。通信機能が売りだったノートPC型コミューン（プリティコミューン、スプラッシュコミューンなど）は価格が1万円だったが、従来の携帯型コミューンのバーコードスキャン機能を移植、さらに小型化で「ドリームコレット」はプレイバリューを維持しつつ定価を半額まで下げる。
バンダイの決算にも反映され、2007年度の最終決算は105億円 と、前作『ふたりは プリキュア Splash☆Star』（60億円）や第一作『ふたりはプリキュア』（101億円）を上回った。また、主力玩具だったピンキーキャッチュは、2007年の年間玩具売り上げランキングで第2位、またドリームコレットは第5位。翌2008年で売上105億円を達成した。

### フィギュア
メインターゲットである女児向けのフィギュア玩具として、本作品より「キュアドール!」シリーズの展開が新たに開始された。前年まで展開されていたドール玩具「プリキュアスタイル」シリーズとは異なり四頭身ほどのデフォルメ体型となっており、変身後のみならず変身前の6人、それにサブキャラクターも同シリーズで商品化された。
メガハウスから「アクションフィギュアコレクションシリーズ」から本作品のキャラクターを題材としたフィギュアが、『5』放送期間中の2007年11月より毎月1体ずつの主人公を題材とした製品とともに初めて子供向けアニメに進出。他にも2008年1月にはディスプレイタイプのフィギュアも発売され、『初代プリキュア』で人気を博したアイテムが復活する形となった。
放送終了後の2010年には、S.H.Figuartsシリーズより『GoGo!』の衣装を元にしたキュアドリーム、キュアアクア、キュアレモネードのアクションフィギュアが一般店頭発売された。残りのキュアルージュ、キュアミント、ミルキィローズはweb注文販売限定で発売、6人全員が揃っている。また、2017年12月に開催された魂ネイション2017において、キャラクターデザイナーの川村敏江監修の元デザインし直し、最新の技術を用いて再設計された「キュアドリーム（リニューアルVer.）」の制作発表が行われ、2024年10月に「S.H.Figuarts キュアドリーム -Precure Character Designer's Edition-」として一般店頭発売されることになっている。
この他、2012年にはシーエムズコーポレーションのグッとくるフィギュアコレクションシリーズから『5』の衣装を元にしたアクションフィギュアが順次発売された。

### 書籍
- 『プリキュア シンドローム!』（加藤レイズナ・著、幻冬舎、2012年3月9日）ISBN 978-4-344-02146-4
  - プリキュアシリーズによって多大な影響を受けた著者が、シリーズの転換点となった本作品の主要スタッフや声優など25人にインタビューした書籍。
- 『川村敏江 東映アニメーションプリキュアワークス』（一迅社、2014年2月12日発売）ISBN 978-4-7580-1355-0
  - 本2作品と『スマイルプリキュア!』、プリキュアオールスターズDXシリーズのイラストギャラリーの書籍。各種アニメ雑誌やDVDジャケットなどに使われた版権イラスト、キャラクター設定、修正原画などで構成。
  - 2021年7月28日には、発行以降に手がけた『HUGっと!プリキュア』の版権イラスト・キャラクター設定や『ハピネスチャージプリキュア!』での10周年記念メッセージの原画などを追加収録した改訂版（ISBN 978-4-7580-1726-8）が発売。
- 『Yes!プリキュア5設定資料集』（ムービック、2007年8月2日発売）
  - 『Yes!プリキュア5』の設定資料集。A4横版。なお、『GoGo!』については設定資料集は未発行。

## トピックス
- 2009年3月9日から31日に、オールスターズDXの映画公開と並行して行われた公式人気投票では、プリキュア5のキャラクターはキュアドリーム（いちばん強そうなキャラ3位）・夢原のぞみ（落ち込んだときに慰めてもらいたいキャラ1位）・秋元こまち（手料理を食べたいキャラ2位、落ち込んだときに慰めてもらいたいキャラ3位）・ミルキィローズ（いちばん強そうなキャラ1位）などと上位に顔を並べることとなった。
  - 公式人気投票は、オールスターズDX3の映画公開と並行して2011年3月1日から31日にも行われており、この時はキュアドリーム（いちばん好きなプリキュア7位）、キュアミント（一緒にお菓子を作りたいプリキュア2位）がランクインした。
- 番組終了後、一度だけ主演声優陣によるミニライブイベント『Oui!青春★ShiningParty 〜乙女たちからの招待状〜』が企画され2009年3月29日に恵比寿のライブハウスであるLIVE GATE TOKYO @ EBISUにて開催された。これは現在も継続されている前番組のメンバーによるSUPER☆TEUCHI☆LIVE (テウチライブ)に触発され、これを参考・模範として開催されたイベントである。後に一部のメンバーがテウチライブ側にゲスト出演している。
- 2023年1月9日に横浜市港北区の横浜アリーナで行われた成人式「二十歳の市民を祝うつどい」において、コメント映像の一つとして『プリキュア5』のオープニング映像とキュアドリームからの祝福コメントが流された。これは2012年公開の映画『オールスターズDX』で横浜市が舞台になって以来、横浜市とプリキュアシリーズとの間で観光や子育て施策などでタイアップを行ってきた縁によるものに加え、2023年にシリーズ20周年を迎えることを受けて東映アニメーションからコラボレーションの提案があったこと、式典の実行委員である新成人から「幼稚園の時に親しんだシリーズ」だと『プリキュア5』とのコラボレーションを希望したことが要因となって実現したものである[47]。